# サンフランシスコにおける人民寺院

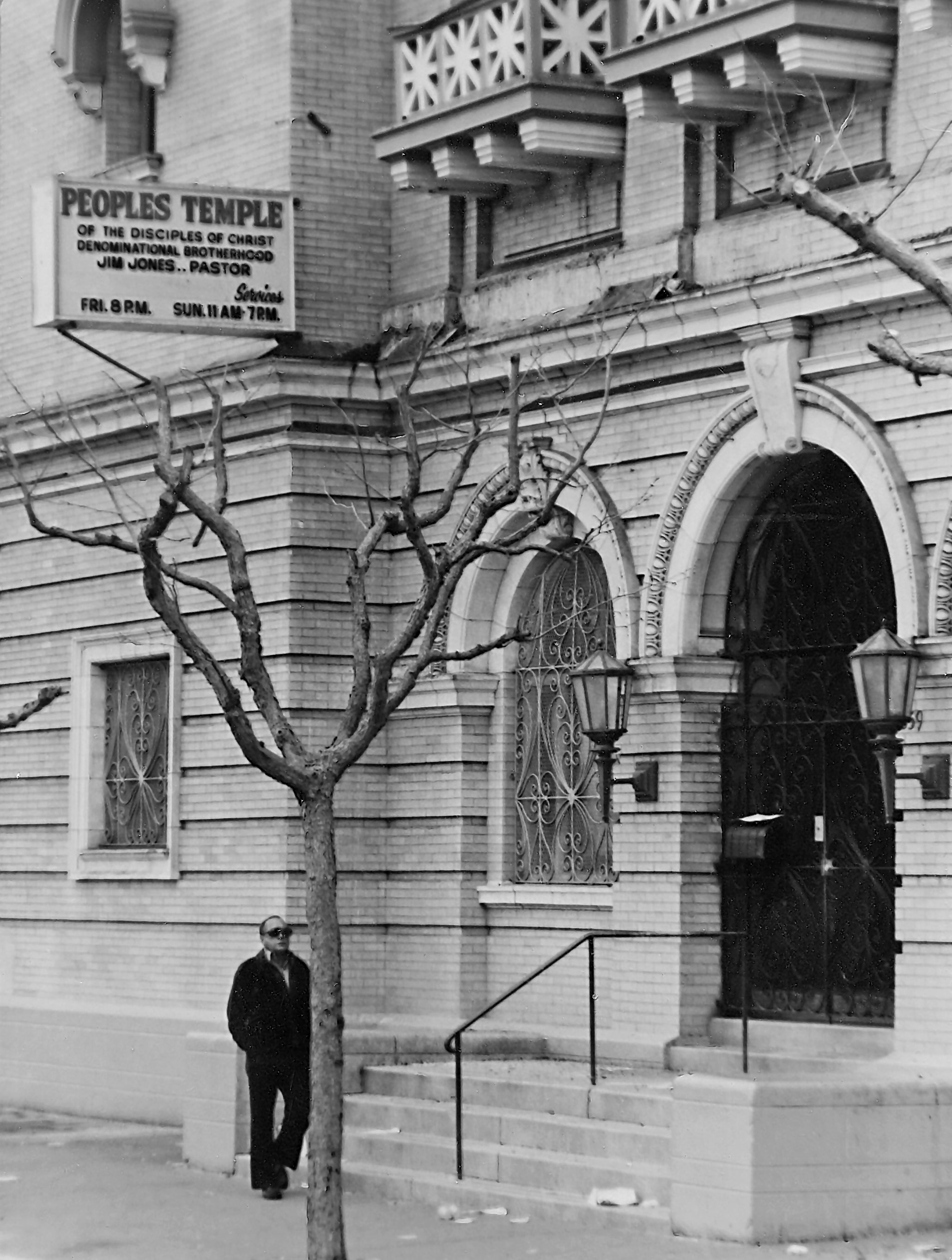
人民寺院本部（1978年撮影）。サンフランシスコ市・ギアリー大通り1859番地。

本項では、サンフランシスコにおける人民寺院について解説する。ジョーンズタウンでの集団自殺を行ったことで知られる新宗教団体・人民寺院は、1970年代中頃から1977年にガイアナに移転するまでアメリカ合衆国カリフォルニア州サンフランシスコに本部を置き活動していた。この期間、人民寺院の創設者であり教祖でもあるジム・ジョーンズは、彼自身の社会的、政治的な主張から、アメリカ合衆国全土で著名となり、加えてサンフランシスコ市の行政機関に対して顕著な影響力を握るに至った。

## 歴史
人民寺院の始まりは、1955年に教祖となるジム・ジョーンズによって、人種統合キリスト教教会として設立された。教団は元々インディアナ州の郊外で設立されたが、ジョーンズが核戦争による滅亡を予言した後、カリフォルニア州レッドウッド・ヴァレーに移転し、地上での社会主義者の楽園の創始を目指した。
1970年代中頃までに、教団支部がカリフォルニア州内に12箇所以上設立され、その中にはサンフランシスコやロサンゼルスも含まれていた。そして、後に本部はサンフランシスコへと移転した。サンフランシスコには、ニュー・ウエスト誌の調査記事が出版された後の1977年7月にジョーンズが約1000人の信者と共にガイアナに設立していたジョーンズタウンへと移住するまで本部が置かれていた。

## サンフランシスコでの活動
1970年代、サンフランシスコ・ベイエリアにおいて、人民寺院は活動を広げていった。教団信者達は、新たな信者獲得を目指して、バスキャラバンを実施した。その活動においては、衣服の無料配布なども行われたという。1972年まで、教団は、レッドウッド・ヴァレーの建物を州全体の活動における「母なる協会」（英: mother church）と呼んでいたが、戦略的な必要性を考慮して、組織の中枢を都市地区へと移動させた。なお、これに先立ち、サンフランシスコとロサンゼルスでの活動は、1970年から始められていた。

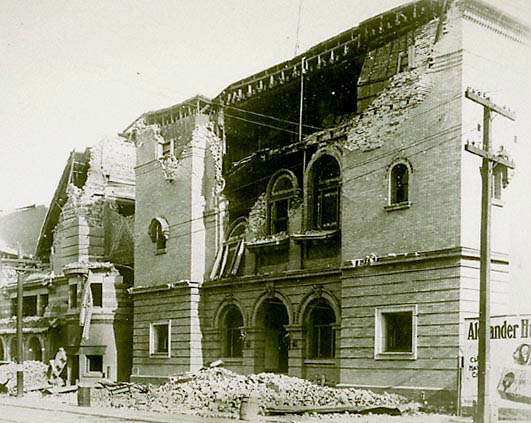
1906年の地震の後のギアリー大通りの建物

1971年、人民寺院はサンフランシスコ市ギアリー大通り1859番地に常設施設を設立した。この古い建物は、スコティッシュ・ライトの宗教施設として使われていた、ウエスタン・アディションにおける古い建物であった。ロサンゼルスの施設は、この2年後に設立されている。1972年、施設の設立に当たり、12万2500ドルが支払われた。教団のロサンゼルス支部は、当初アフリカ系アメリカ人信者達を中心に引き付けたが、教団は後に、ギアリー大通りでの集会に出席するために、数百人のロサンゼルスの従順な信者達を、サンフランシスコへと移住する様に教唆している。
1975年8月までに、ジョーンズは、レッドウッド・ヴァレーを国内での「約束の地」であるという重要な計画を完全に放棄した。教団がインディアナ州にあった時から焦点を合わせていた、農村部から都市部への取り組みの方向性は、完全に逆転した。サンフランシスコのリベラルでカウンターカルチャー的な拠点は、保守的なインディアナ州と比較して、より教団の掲げる政治的思想をより反映しており、サンフランシスコへ移転することで、ジョーンズと彼の信者達は、自身のイデオロギーを公にするようになった。しかしながら、ジョーンズの心霊治療儀式は、社会主義組織に参加する可能性が低い宗教保守派も引き寄せてしまったため、教団にとっても問題があった。この事情に加え、教団側は人民寺院の主張に反対する部外者たちによる陰謀を危惧しており、新しい入信者たちは慎重に選別された。
ギアリー大通りの施設に新たに入る人々は、建物の内部に自由に入ることが許されなかった。むしろ、彼らは、肥大化した訪問者たちに対して友好的な態度をとりつつ、秘かに尋問をする組織により迎えられ、「疑わしい」存在に対しては、ロビーで無期限に待つように伝えられた。教団は、入会した出席者に対して、集会における反応を監視し、加えてジョーンズの発言を「解説」するためのある種の「通訳者」を割り当てた。もし、参加者が敵対者とならないだろうと見做された場合、5週間の観察が開始され、これは通常、3週間から4週間までに、出席者の中で集会参加者の中で下らない人間をふるいにかけていた。

## サンフランシスコでの人民寺院の生活
人民寺院が1970年代中ごろに都市圏に注力する様に方針を変更した際、インテンショナル・コミュニティは管理の強化や財政の改善について重要な意味を持つようになった。サンフランシスコの教団信者達は、共同生活を行うように促された。教団の中央意思決定機関である計画委員会（英: the Planning Commission）の委員たちは、「コミューンに適合する」ことが期待された人物たちであった。共同生活の中で節約された金銭は、教団へと寄付されることになっていた。
教団信者の子供たちは、しばしば他の教団のコミューンの中で、またはそれを保護者として「個人というよりも人々のグループの中」、育てられた。教団は、肉体的な教練を課しており、他の信者たちの前で、子供たちを木のヘラで殴打することも含まれていた。この教練は、後にボクシングの試合形式の教練へと変化していった。鍛えられた子供は、その他のメンバーよりも上に位置付けられた。後年になると、大人の信者達も、この殴打やボクシングの試合に参加するようになっていった。
サンフランシスコでの計画委員会の会議は、時折徹夜で行われた。その中には、しばしば長時間の「カタルシス」セッションが含まれており、それは、世界中の他の人々が飢えている時に、自分たちが上等な服を着ている理由などを含めた感情的な分析のために、委員達が「討議」と呼ばれるものであった。また教団は大人の信者達に対して、様々な犯罪行為や悪事を働くことを認める書面にサインするように求めていた。この中には、アメリカ合衆国連邦政府に対する陰謀が含まれ、テロリズムや彼ら自身の子供への児童性的虐待への関わりもあった。もし、この様な信者達が教団から離反しようとした場合は、ジョーンズはこの文章を公表すると脅したという。
教団は、信者達の所有するいくつかの不動産を共同住宅へと改修し、サンフランシスコのフィルモア区全体では、そのような場所を少なくとも12か所所有することになった。コミューンメンバーの所有物は、2箇所存在した教団のアンティークショップや週末のフリーマーケットで売却された。コミューンの規模の制約のため、教団の警備主任であったジム・マッケルヴェインは、コミューンメンバーのペットを射殺し、集団墓地へと埋葬した。

## メディアの同盟

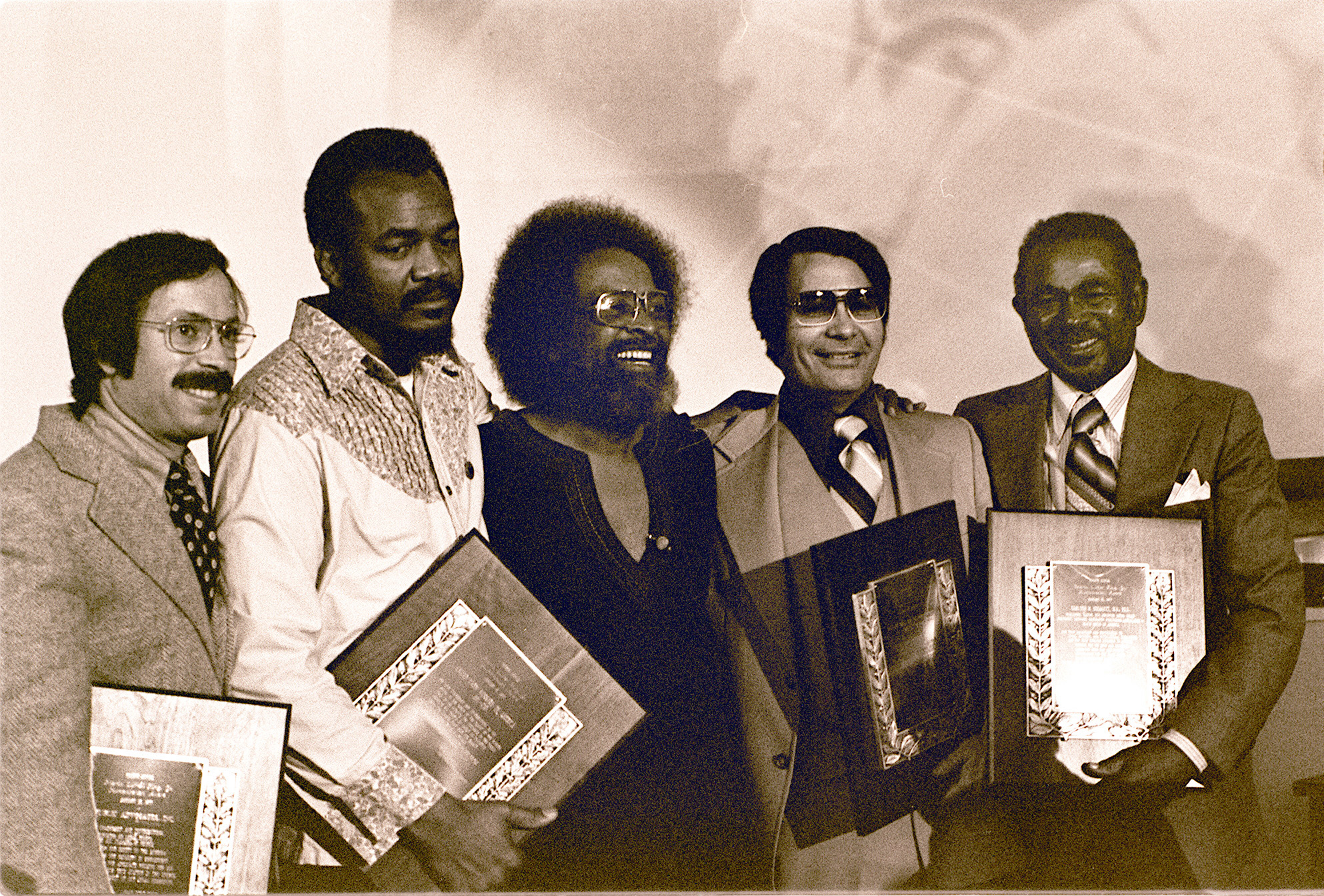
カールトン・グッドレット博士（最右）とジム・ジョーンズ（右から2番目）（マーティン・ルーサー・キング・ジュニア博愛賞の授賞式にて（グライドメモリアル教会・1977年））

1972年、ジョーンズはカールトン・グッドレット博士に初めて面会した。彼は、サンフランシスコで、アフリカ系アメリカ人の指導者達をターゲットとした新聞「ザ・サン・リポーター」（英: The Sun Reporter）を発行していた。この二人は、政治集会とグッドレットの医療活動において出会った。ザ・サン・リポーターは、その後すぐに教団を「特別功労賞」（英: Special Merit Award）に選出した。CBS支部の元レポーターで、教団のメディア顧問であるマイケル・プロークスは、ザ・サン・リポーター編集者のトム・フレミングと会食し、CIAやFBIによる教団への嫌がらせについて語った。
教団とグッドレットはすぐに同盟を結び、ザ・サン・リポーターの印刷所で教団の機関紙である「ピープルズ・フォーラム」紙（英: Peoples Forum）を印刷することを許可した。この契約は、ザ・サン・リポーターに有益なものであったし、ジョーンズとグッドレットは、別の報道ヴェンチャー事業を始め、バージニア州ノーフォークの新聞「ザ・ジャーナル・アンド・ガイド」に投資、再編成し始めた。ピープルズ・フォーラムの初刊は1973年に発行され、大判としては1976年に書簡が発行された。ジョーンズは、ピープルズ・フォーラムを、サンフランシスコ・クロニクル、サンフランシスコ・エグザミナーに続く、サンフランシスコで3番目の日刊新聞にすることを望み、発行部数を60万部と大幅に誇張したものの、この新聞の発行部数は少なく、6万部程であった。ザ・サン・リポーターが教団に対して好意的な記事を書いている期間、ジョーンズはグッドレットとの密接な関係にも関わらず、裏ではグッドレットの事を「キャデラック・コミュニスト」（英語: Cadillac communist）と呼んでいた。
ジョーンズは、他のメディアとの交友関係も求めた。サンフランシスコ・クロニクルにおいては、ローカル記事編集者のスティーヴン・ゲイヴィンは、サンフランシスコ・クロニクルの記者として教団の活動に参加していたが、著名なコラムニストのハーブ・カーンが教団の最も広く読まれているメディアの友人であった。地方新聞やテレビ局の記者たちは、教団に対して好意的であった。カーンは、CIAやFBIによる教団への組織化された嫌がらせというプロークスの主張について、彼のコラムの中で繰り返し触れている。ジョーンズは、ブラック・プレス・オブ・アメリカによって、全国新聞社協会マンオブザイヤー賞に選出された。教団は更にいくつかの街において、週1時間のラジオ番組を放送していた。この番組の放送局には、サンフランシスコのKFAXも含まれていた。
教団は、ジョーンズと記者たちの面会の際には入念にリハーサルを行い、ギアリー大通りの施設への華々しく訪問させたが、記者たちは建物の特定の箇所にしか見ることを許されず、記者たちを褒めるように教団信者達を配置していた。

## 政治活動の始まり

### 政治的ボランティア活動

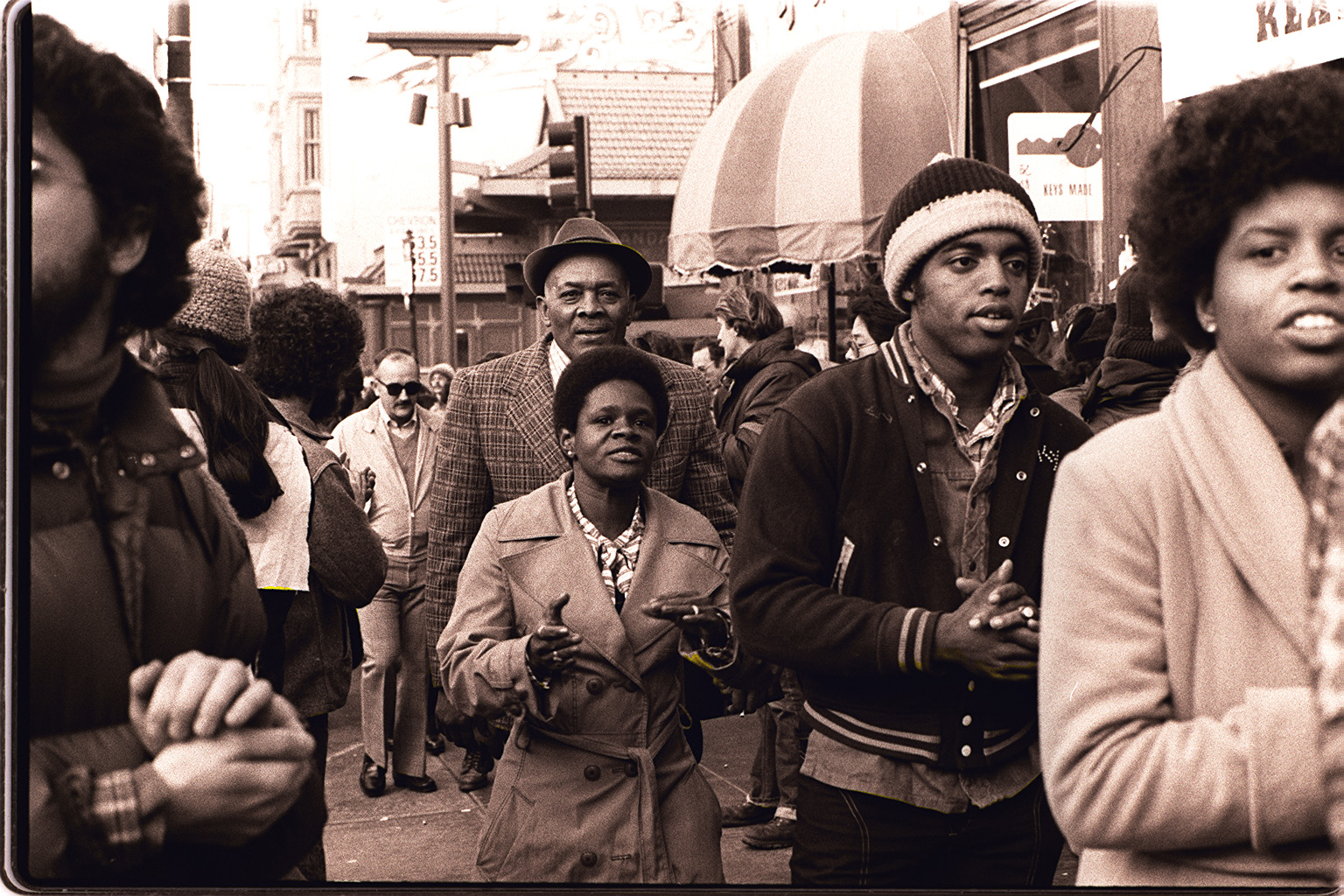
インターナショナル・ホテルで行進を行う人民寺院信者（サンフランシスコ・カーニー通り848番地）（1977年1月）

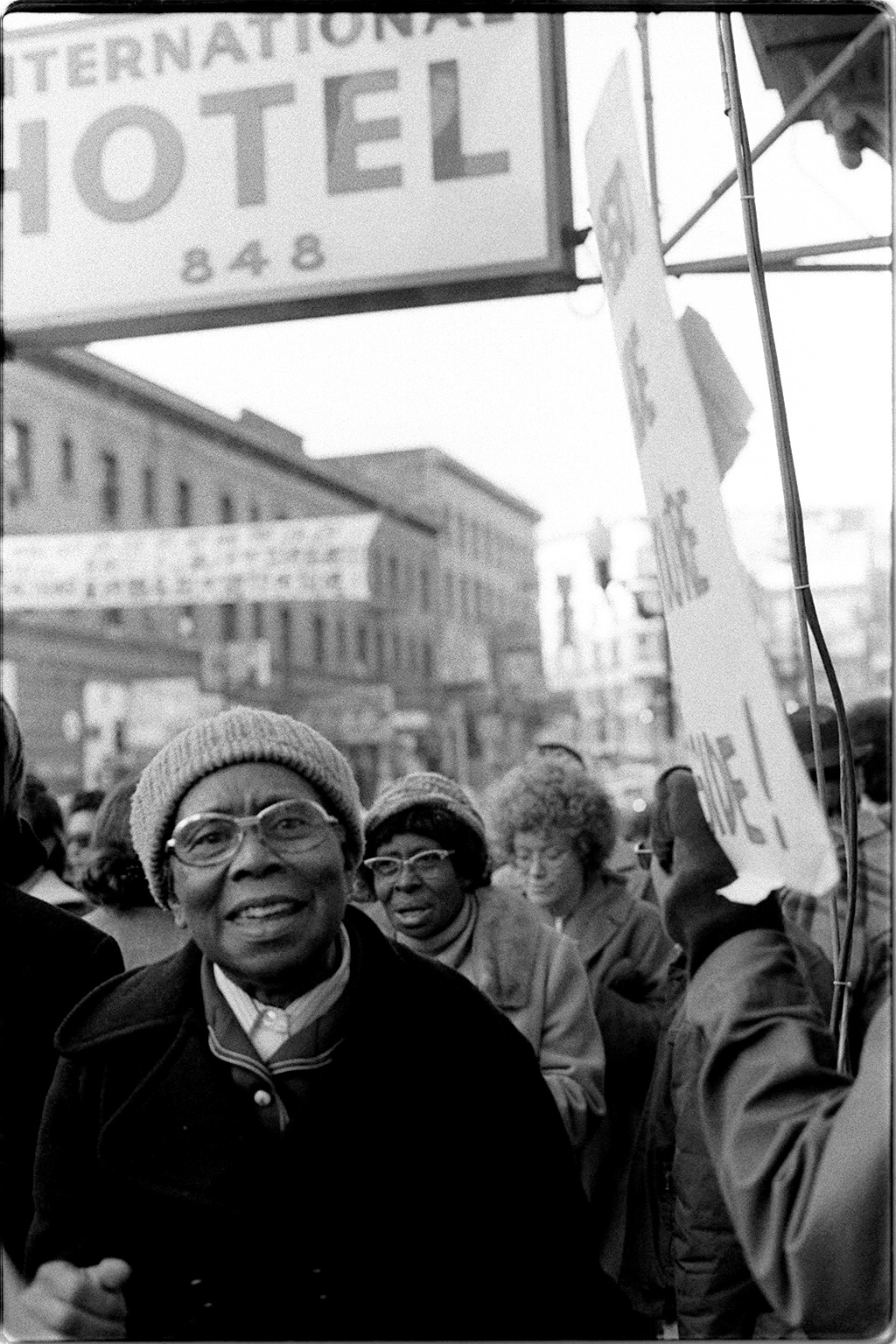
サンフランシスコのチャイナタウンに集まった人民寺院信者達（1977年）

1970年代中頃のサンフランシスコでは、選挙区を街全体としていた選挙からより小さな選挙区への移行や、選挙資金の制限と報告の義務付けを含む、いくつかの政治的発展は、地元住民の近隣グループや人民寺院の様な市民団体に前例のない力を授けた。これらの組織が、明らかに政治的主張によって区別され始めた。それは、便宜のためだけでなく、真の政治的共感からも、政治活動に参加し、同盟を形成した。人民寺院のイデオロギーの方向性が社会主義であることが明るみになるにつれて、より政治的な世界に依存するようになった。
ジョーンズは、政治活動に興味を持っていることを明らかにし、サンフランシスコ市長ジョージ・モースコーニの下でかつて報道官を務めていたコーリー・ブッシャーは、彼は「進歩的な民主党候補者の支援を彼の信者達が行うことを可能にした」と述べた。ただし、初期のジョーンズは、少なくともメンドシーノ郡の地方共和党員を支援していた。しかしながら、教団は政治的主流派は「腐敗した敵」で構成されていると仮定し、新保主義団体の間で地下活動を行いながらも、公には彼ら自身の目的を前進させるために伝統的なルートで活動するという裏表のある行動をとった。
ギアリー大通りの施設が開設された直後、ブッシャーは、「もしサンフランシスコで公職に立候補するつもりで、かつ黒人、若者、もしくは貧しいのであれば、ジョーンズを味方に付けるべきだということが常識になった」と説明した。教団は、3,000人の登録された信者を抱え、登録されているかどうかに関係なく、サンフランシスコで展開する活動にも同じだけの人数を毎回供出していた。最近の幾つかの報告では、活動的な信者は凡そ8,000人ほどであったと述べられている。
サンフランシスコの政治家たちにとって、特に興味を引いたものは、キャンペーン活動のために、通知からわずか6時間で2,000人の信者を招集することが出来る教団の能力であった。ブッシャーは、ジョーンズは数千の「歩兵」に地域を行進させ、投票させる様に指示し、それは「正しい心で断ることが出来る政治家などいない申し出」であったと述べている。同様に、サンフランシスコ市長のアート・アグノスは、「もし大統領候補の集会を開催しなければならないなら、群集を集める必要があるだろう。ジム・ジョーンズの教会からは、いつでもバスで人を集められるんだ」と述べていた。サンフランシスコ郡の民主党中央委員会で委員長を務めていたエイガー・ジェイクスは、教団を「既製品のボランティア労働力」であると見做していた。ジェイクスは更に、ジョーンズは「労働者や民族グループの様な、市内の派閥の構成要素に触れた男であり、ウエスタン・アディションでは非常に強い力を有していた。ここでは、進歩主義者が注力している問題のために労働者を提供できる人物であったのだ」と説明していた。

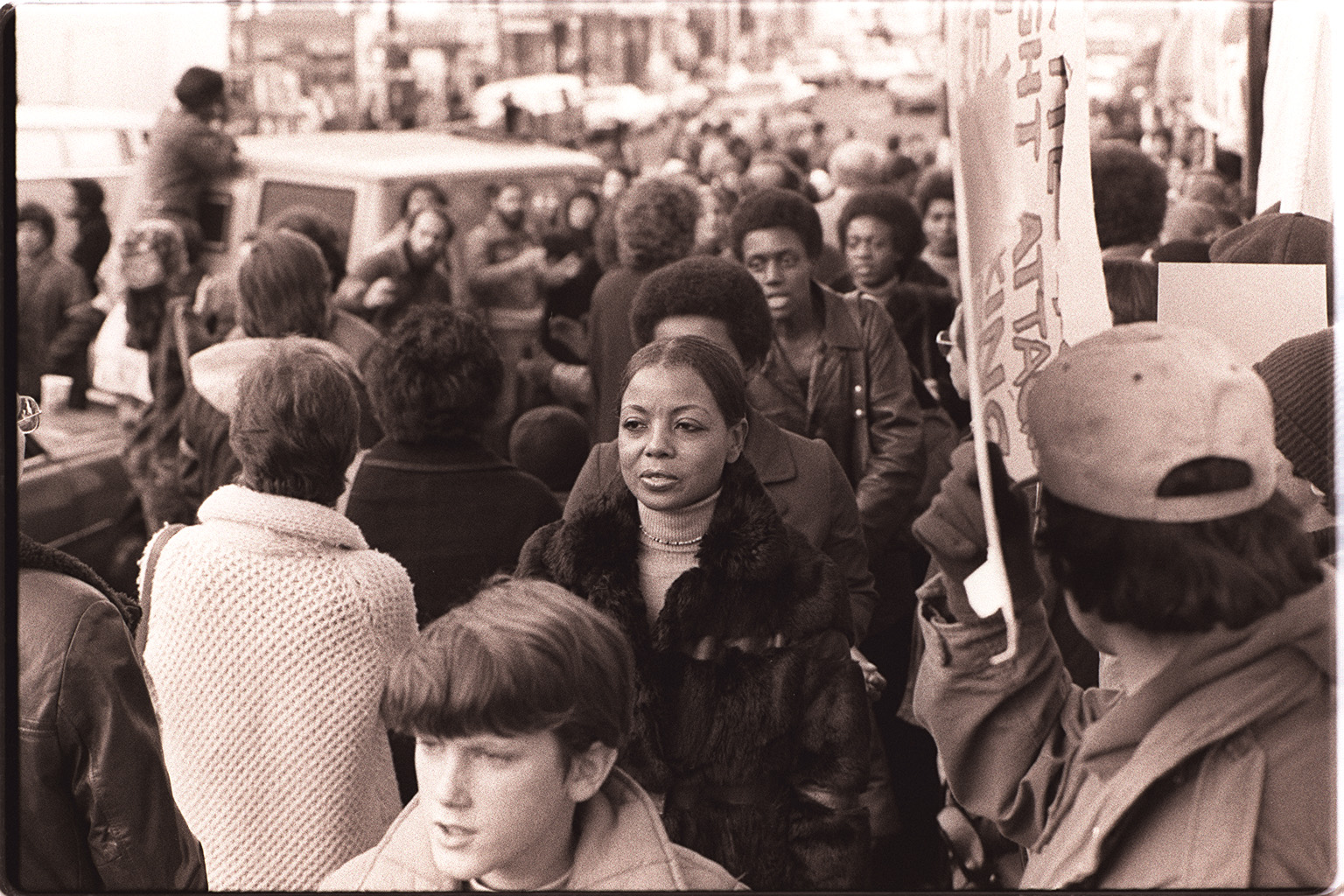
サンフランシスコのチャイナタウンに召集された人民寺院信者達。若年層から中年層、高齢者まで含まれている。（1977年撮影）

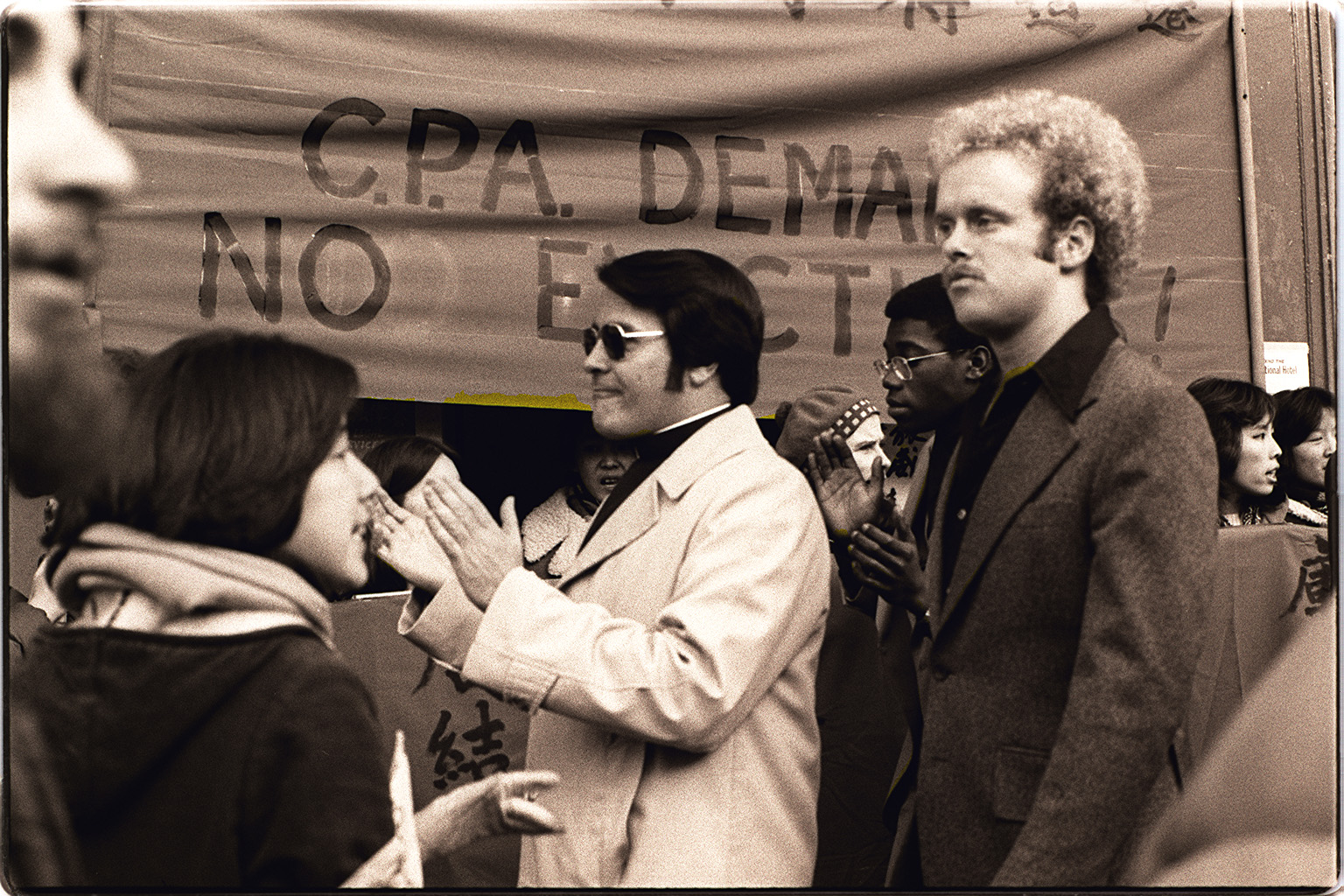
教祖であるジム・ジョーンズとボディガード。サンフランシスコのチャイナタウンにあるインターナショナルホテル前での集会に出席した際の写真。（1977年1月撮影）

### 導入
カリフォルニア州下院議会議員のウィリー・ブラウンは、ユニオンスクエアのバーデリのレストランでジョーンズと最初に面会した。後にジョーンズは、教団制作のドキュメンタリー映画で使用するインタビューのため、プロークスをブラウンの事務所に送った
。この際には、ブラウンに加えて、後に地方検事となるジョセフ・フレイタスと保安官となるリチャード・ホンジストがインタビューされている
。

### 1975年：サンフランシスコ市長選でのジョージ・モスコーニ陣営への関与

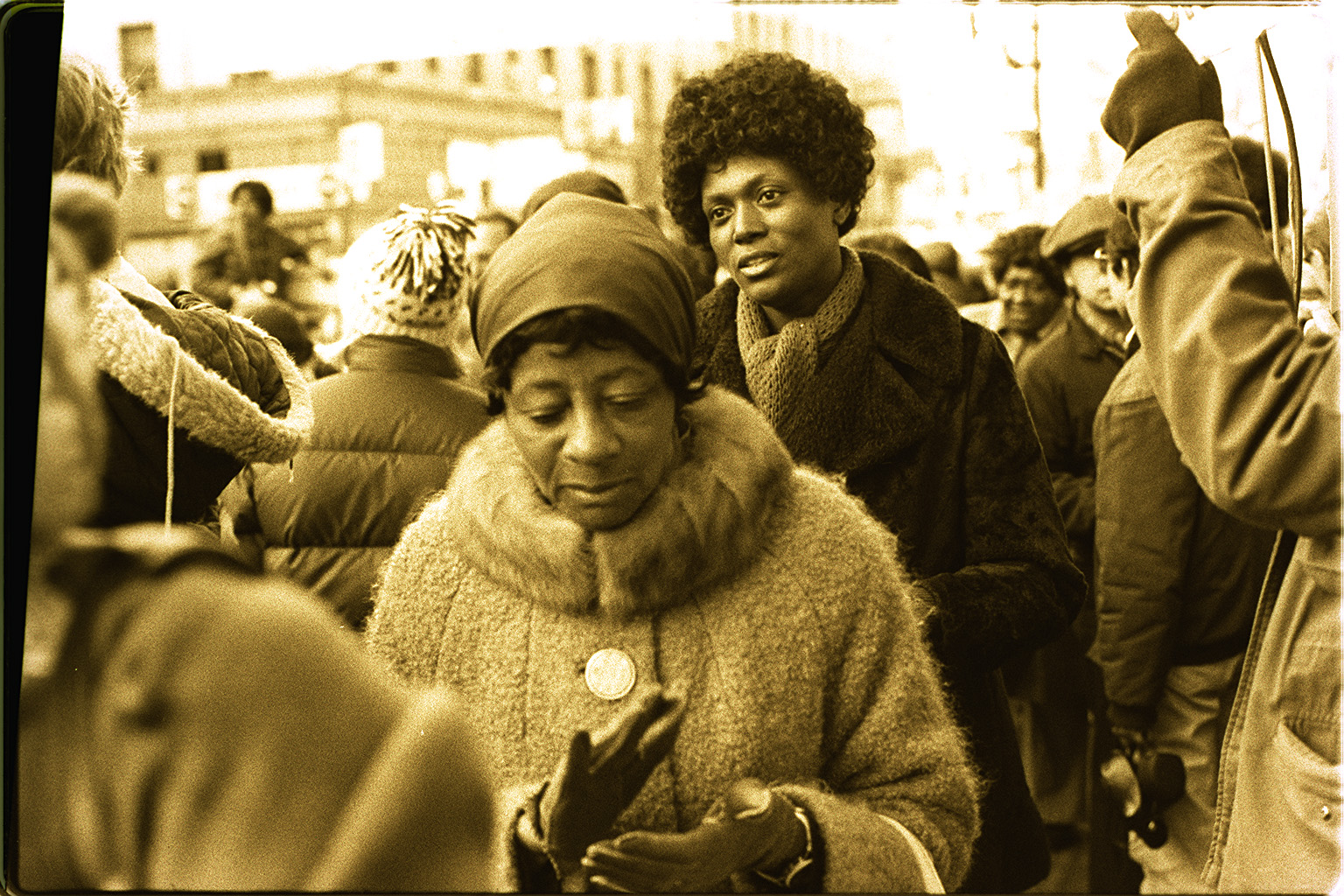
1977年1月にインターナショナルホテルで行われた半立ち退き集会に10台のバスに乗って参加した人民寺院信者。

1975年のサンフランシスコ市長選で、民主党候補者であったジョージ・モスコーニは、共和党候補のジョン・バーバゲラータと選挙戦を繰り広げていた。この選挙戦の最中、モスコーニは選挙戦のキャンペーンのために教団信者の供出を依頼するため、ジョーンズ、プロークスの二人と面会を行った。教団信者達は、その後、サンフランシスコの多くの隣人に、モスコーニ、フレイタス、そしてホンジストの候補者カードを配布した。教団は、投票運動を展開し、教団が関与した地域ではモスコーニは対立候補であるバーバゲラータの12倍もの得票を得た。3名の候補者全てが勝利したが、モスコーニについては決選投票まであと2%という薄氷の勝利であった。この時の選挙において、モスコーニの選挙支援者は、「皆が労働組合や、組合の力について討論しているが、ジョーンズは組合を追い出した」と述べた。
選挙の後、モスコーニやその周囲の人々は、彼の薄氷の勝利に教団の影響があったと信じた。1か月後に、プロークスとの電話での会話の書き起こしには、「モスコーニは、彼が選挙に勝利したことについて、本質的に感謝し」、「彼はJ.に会合の約束をした」ことが記録されていた。
バーバゲラータやその周囲の人々は、教団側の不正選挙について疑念を抱いており、サンフランシスコ市外に在住するジョーンズの信者達が、投票の為にサンフランシスコに移住したと信じていた。1978年のジョーンズタウンでの集団自殺後、人民寺院信者達は、モスコーニに投票するために、レッドウッド・ヴァレーから何台ものバスを手配したことを、「ニューヨーク・タイムズ」に暴露した。ある元信者は、これらの信者達の多くがサンフランシスコで投票登録をされていなかったと述べたが、他の元信者は「ジョーンズは選挙を支配した」と語った。更に、別の信者は、ジョーンズについて「彼は私達に投票方法を教えてくれた」と語り、信者達は投票したことを証明するために投票の控えを得る必要があり、その控えを得ることが出来なかった信者達は、「押し付けられ、押し込まれ、身体的虐待を受けた」と述べた。ジョーンズが、信者達が誰に投票したかとどうやって知ることが出来たのか尋ねられた時、ある信者は「あなたは何も理解していない。私たちは、彼が私達に行ったことやりたかった」と答えた。
サンフランシスコ地方検事に選出されたフレイタスは、不正選挙の容疑を操作するための特別捜査班を設置した。そのリーダーには、フレイタスが地方検事補として採用した人民寺院の信者のティモシー・ストーンが指名された。ストーンは教団信者達をこの調査を助けるためにボランティアとして採用した。教団については、その後の調査の上で言及されることは無かった。ジョーンズタウンでの惨劇の後、ストーンは、この時、当時教団による不正選挙の取り組みについて、気づいていなかったが、「ジム・ジョーンズは私から多くの事を遠ざけた」ので、自身の知らない内にそのような計画が行われたかもしれないと述べた。

### 1976年：カリフォルニア州議会議員選挙でのハーヴェイ・ミルク陣営への関与

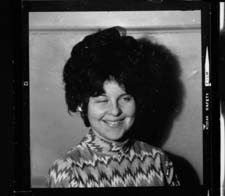
シャロン・エイモス

最終的にサンフランシスコ監督委員会の委員になったハーヴェイ・ミルクは、アート・アグノスの対立候補としてカリフォルニア州議会議員に立候補している最中、最初に教団と面識を持った。ジョーンズは、最初ミルク陣営の人物に電話をかけ、当初アグノスの支援をしたことを詫び、ミルクの支援をしたいと申し出た。そして彼は、ボランティアをミルクの選挙運動に供出することで「それを補いたい」と語った。友人であるマイケル・ウォンが最初、ジョーンズのアグノスへの支援について語った時、ミルクは「ああ、糞野郎。私は、やつの手駒たちを連れて行くだろうが、それすらジム・ジョーンズのゲームでしかない」と言い返している。教団信者のシャロン・エイモスは、ミルクの為の教団のビラ配布運動を組織した。エイモスは、3万枚のパンフレットを供給する様に要求し、ミルク陣営は、それらを教団側に届けている。

### カーター政権への接触

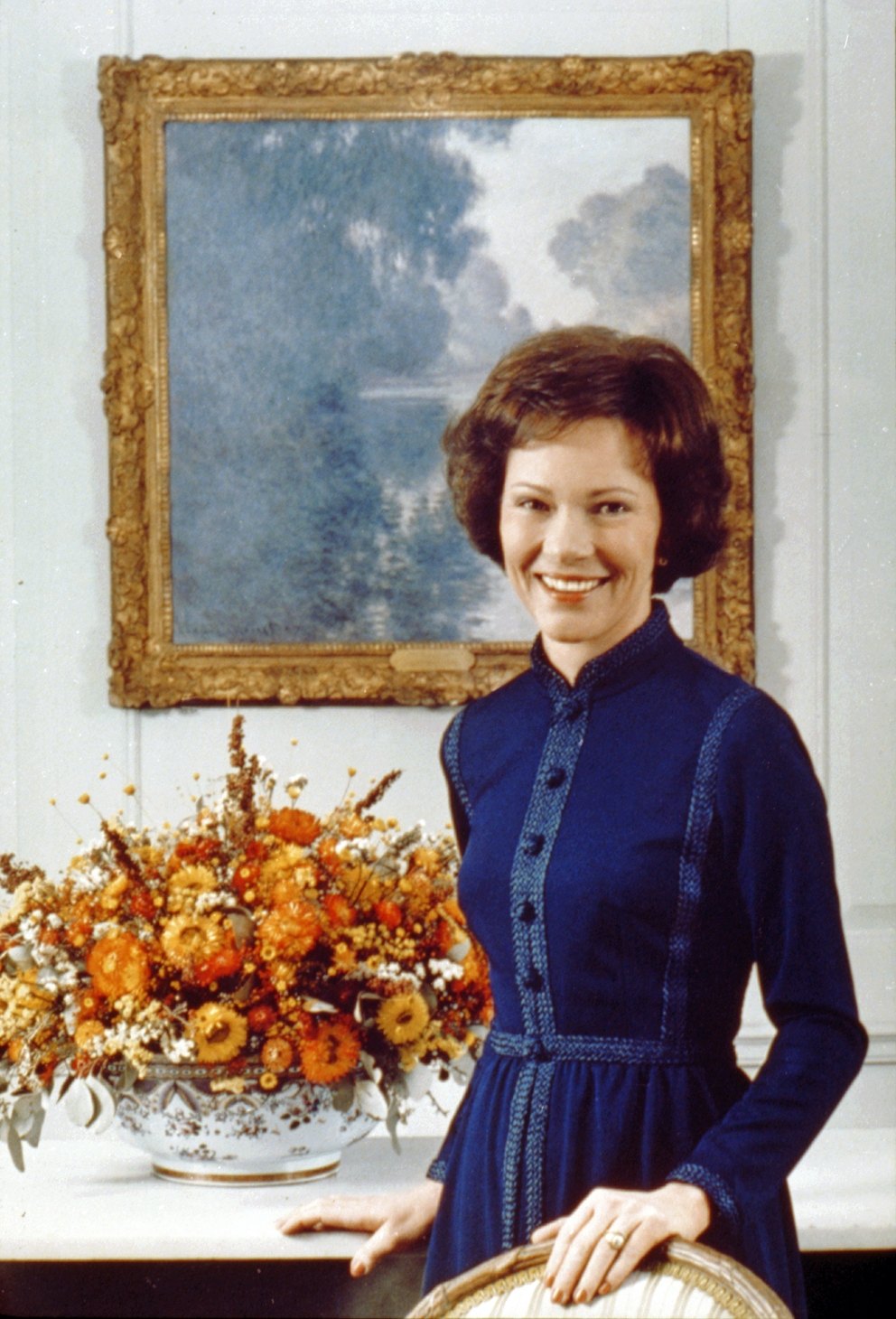
ロザリン・カーター

ジョーンズがサンフランシスコで政治的な地位が上昇した後、教団は、1976年アメリカ合衆国大統領選挙前に、ジミー・カーター陣営のメンバーと何度か会合を行った。この選挙活動の間、ジョーンズとモスコーニは、カーターの下位候補者であるウォルター・モンデールと、サンフランシスコ国際空港に駐機してあるカーターの選挙用航空機の中で非公式に面会していた。この面会が終わって間もなく、ジョーンズはガイアナ政府の地位を高めようとしていたと主張し、加えてモンデールと国を不安定化させる諸外国の試みに関して、個人的な話し合いを行ったと主張した。
1976年秋、ジョーンズとロザリン・カーターは、サンフランシスコ民主党本部のグランドオープン時に会話を交わした。教団信者達が聴衆として押しかけ、ジョーンズはカーター夫人よりも大きな拍手を集めた。カーター夫人は、スタンフォード・コート・ホテルでのプライヴェート・ディナーでジョーンズと面会しており、教団の機関紙であるピープルズ・フォーラムにその写真が掲載された。後にカーター夫人は、ジョーンズに個人的に電話をかけており、この会話を教団が録音していたことには気づいていなかった。また、カーターはジョーンズと当時のカリフォルニア州知事のジェリー・ブラウンが話した、教団での夕食会に代表者を送った。ジョーンズとカーター夫人は1977年3月に再び食事をしており、その後に書簡を交換した。一方の書簡では、ジョーンズはフィデル・カストロと最近面会しており、キューバへの支援を要望する物であった。カーターによってホワイトハウスの便箋に手書きで書かれたジョーンズへの返信は、「キューバに対する貴方の書簡は役に立つものだった。近い将来、貴方の提案が実行されることを願っている」というものであった。加えてカーターは、「選挙活動の間、貴方といることは楽しかった。（中略）貴方がすぐにルースと会えることを願っている」とも書いていた。
短時間の面会であったが、教団は行政機関のメンバーから称賛を受けた。1976年、モンデールは教団について、「会衆が我が国の主要な社会的、及び立件上の問題に深く関与していることを知ることは、私にとって大きなインスピレーションであった」と述べている"。カーター政権下で保健教育福祉長官を務めるジョセフ・アンソニー・カリファノは、ジョーンズに対して「貴方の人道主義の原則と、個人の自由を保護することへの関心は、人間の尊厳の保護に顕著な貢献を果たした」と語った。

## サンフランシスコ住宅局委員会

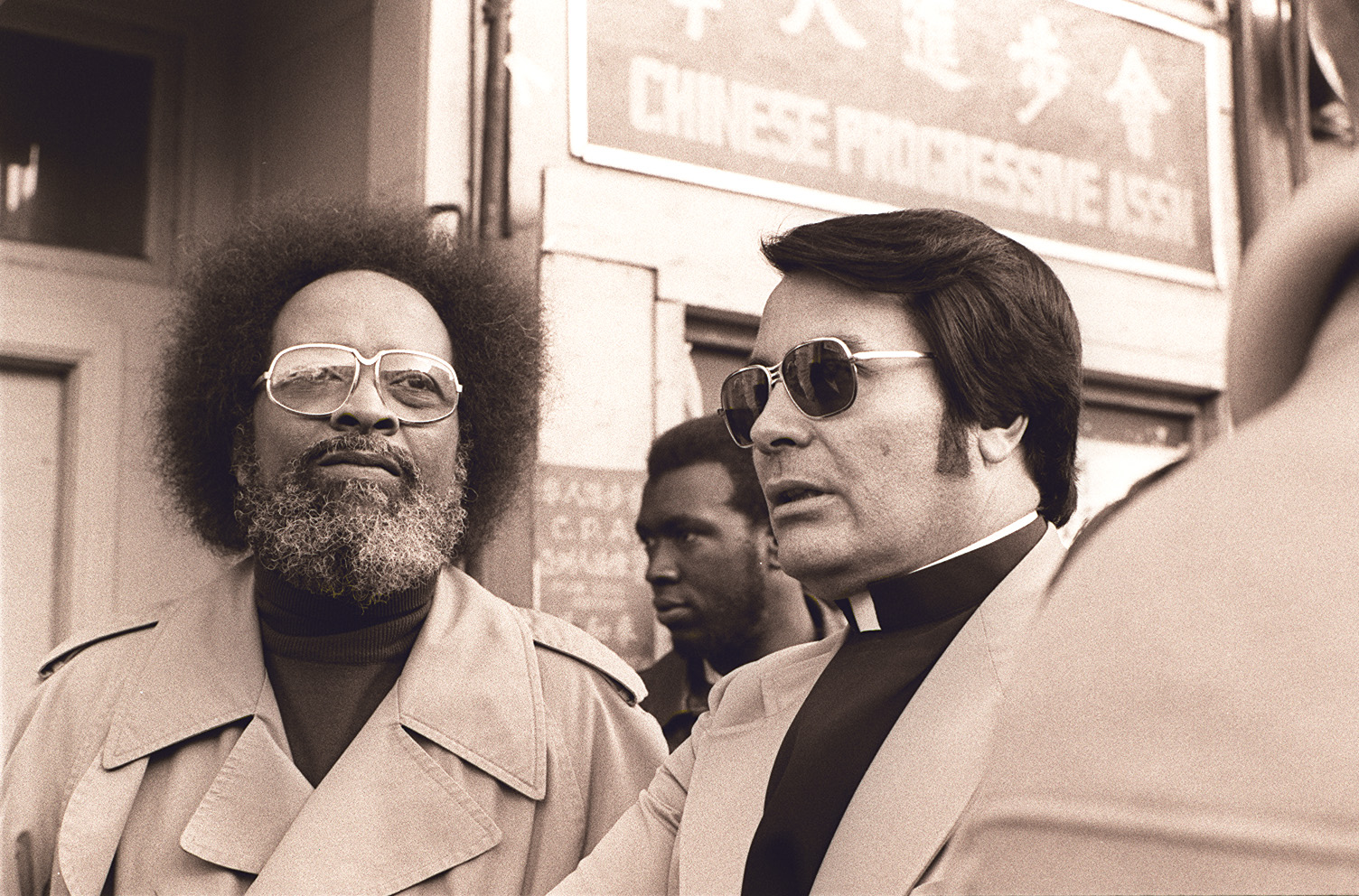
インターナショナルホテルでの反立退運動の先頭での、ジム・ジョーンズとセシル・ウィリアムズ（1977年1月）

1976年3月、サンフランシスコ市長・モスコーニはジョーンズを人権委員会の委員に指名した。ジョーンズは、1960年代にインディアナ州で同様の委員会に所属していたことがあり、モスコーニの側近に任命されたと感じたため、補佐官に告げることなく、宣誓の数分前にこの指名を辞退した。その後、モスコーニとジョーンズの補佐官は、ジョーンズともスコーンが別の職務に任命する準備をしていると、メディアに伝えるために緊急対応を行った。
この後、モスコーニは、ジョーンズをサンフランシスコ住宅局委員会の委員に指名した。ジョーンズの名前が指名者リストに追加された後、サンフランシスコ監督委員会は、指名者全員は身辺調査を受けるべきだと答申した。モスコーニは、この後、プロークスとグッドレットが委員として在籍している指名委員会にこの問題を引き渡した。結局、委員会はジョーンズの任命を承認している。ジョーンズの任命に対しての潜在的な抵抗が生じたとき、ウィリー・ブラウンは、監督委員会が保持する任命に対する権限を剥奪する可能性のある法律を導入した。現状を維持したいという思惑から、監督委員会はジョーンズの任命を満場一致で承認した。
モスコーニの事務所によるロビー活動により、ジョーンズはすぐに住宅局委員会の委員長に指名された。この時、モスコーニは、ジョーンズは「調停者...人々共に働くことの出来る能力を持っている」人物だと述べている 。1977年7月、教団に対するマスメディアの調査が始まった後、モスコーニは、ジョーンズについて「敏感で現実的な人物だった。私が見た限りでは、彼は優れた委員長であった」と自身の任命について自己弁護している。

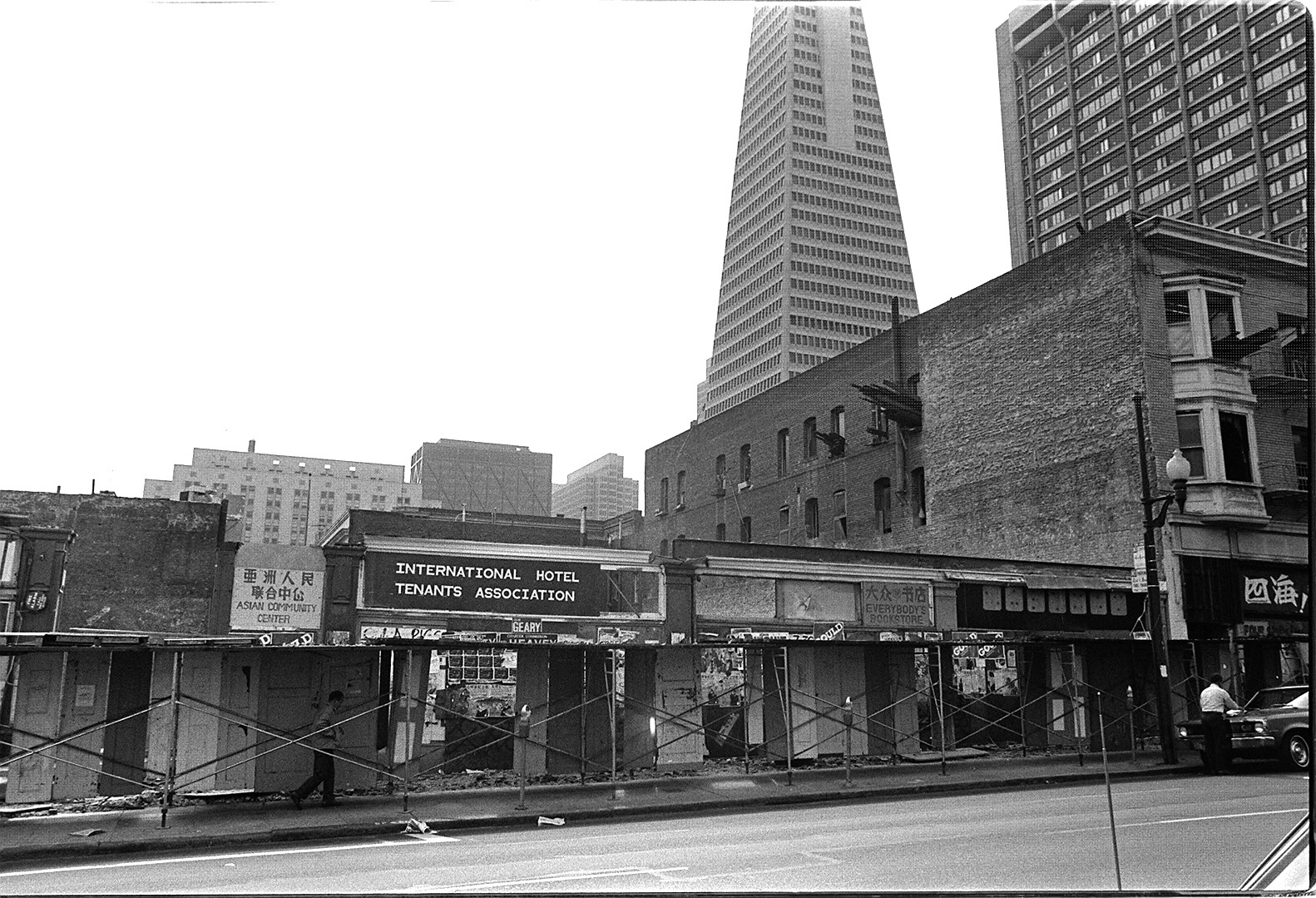
1977年の立退きの後、数年の間無人となっていたインターナショナル・ホテル。サンフランシスコ市ケアリー通り848番地

委員会の中で、ジョーンズのもっとも著名な成果は、フォー・シーズ・コーポレーション（英語: Four Seas Corporation）によって行われたインターナショナル・ホテル（英語: International Hotel）の貧しい居住者に対する立退き活動に対する抵抗運動を一定期間主導した事であった。ジョーンズを委員長として、住宅局はこのホテルの所有権をテナントの権利グループに譲渡するため、130万ドルもの連邦の予算を費やして、建物を取得することを決議した。しかし、1977年1月に連邦裁判所はこの決議を却下、かつ住民に立ち退きを命じたが、教団はインターナショナル・ホテルを取り囲むデモ参加者として約2,000人を用意し、建物のドアを塞ぎ、"No, no, no evictions!"と声を上げた。ジョーンズの政治的同盟者であった法執行官のホンジストは、立退きの実施を却下したが、その結果法廷侮辱罪に問われ、自身の管轄する刑務所で5日間服役することとなった。

## 急進派

### シンバイオニーズ解放軍
ジョーンズは、ブラックパンサー党（英語: Black Panthers）や、黒人解放軍（英語: Black Liberation Army (BLA)）、シンバイオニーズ解放軍（英語: Symbionese Liberation Army (SLA)）を生み出したヴェンセレモスの様なベイエリアゲリラの先駆者を生み出したインナーシティの鬱屈に共感を示していた。ジョーンズは、シンバイオニーズ解放軍の構成員がパトリシア・ハーストの誘拐の後、ジョーンズはシンバイオニーズ解放軍を称賛し、教団はシンバイオニーズ解放軍のマニフェストを教団信者達に配布した。しかしながら、ジョーンズは教団信者をハースト家に差し向け、その邸宅で2,000ドルの小切手を手渡しさせ、シンバイオニーズ解放軍の暴力行為に反対したことを法執行官とマスコミにアピールした。
警察はジョーンズの努力に誘導されることは無かった。捜査員は、ハーストが誘拐される1年前、ジョーンズが、ランドルフ・ハーストが「資本主義社会」の象徴としてゲリラ活動の標的になると述べたと認めた信者に対して事情聴取を行った。警察の報告書には、報道写真の分析も含まれており、この中でシンバイオニーズ解放軍のリーダーであるドナルド・デフリーズとメンバーであったナンシー・リング・ペリーが、ハーストのボーイフレンドであるスティーブン・ウィードと共に人民寺院の集会に出席していることが判明している。警察がジョーンズに対して疑念を抱いていると分かった後、ストーンはシンバイオニーズ解放軍に関与しているという考えを思いとどまらせようと、警察に対して書簡を送っている。教団の暴力に対する警察の危機感に対処しようと、ストーンの手紙では、黒人解放軍関連の銃撃に関与した人民寺院信者のクリス・ルイスがサンフランシスコから離れることに同意したと主張した。ただし、ルイスがジョーンズタウンに送られたとは述べられていなかった。

### ネーション・オブ・イスラム
ジョーンズは、ネーション・オブ・イスラム（英語: Nation of Islam (NOI)）を人種差別主義、かつ性差別主義であると見做しており、サンフランシスコのウエスタン・アディションで近接している位置に所在していることもあって、ネーション・オブ・イスラムと人民寺院の間で暴力を伴う抗争が発生することを危惧していた。彼は、教団のサンフランシスコ本部での火災について、ネーション・オブ・イスラムが原因であると主張し緊張を煽った。人民寺院信者のアル・ミルズが、ネーション・オブ・イスラムの構成員の写真を撮影したことで口論となった後、ジョーンズは警告を発するために、屈強なアフリカ系アメリカ人の人民寺院警備員をネーション・オブ・イスラムのモスクに送り込んだ。
しかしながら、ネーション・オブ・イスラムとの関係は後に改善された。亀裂を修復するために、2つの組織は1976年にロサンゼルス・コンベンション・センターで歴史的な「スピリチュアル・ジュビリー」（英語: Spiritual Jubilee）を開催した。何千人もの人々が市民センターを埋め尽くし、人民寺院信者は赤と黒の服、ネーション・オブ・イスラムの信者は白の服を着ていた。人民寺院支援者のグッドレット、フレイタス、アンジェラ・デイヴィスが、カリフォルニア州副知事のマーヴィン・ダイマリー、ロサンゼルス市長のトム・ブラッドリーと共にこのイベントに参加した。ジョーンズが演壇に上がると、堂々とした人民寺院の「赤旅団」（英語: Red Brigade）の警備員が、演壇の前に半月の形に整列し、ネーション・オブ・イスラムの警備員と肩を並べて立っていた。歓声を上げる聴衆を落ち着かせた後、ジョーンズは次の様に述べている。「私たちは、この2つの象徴的な融和に感謝しています...人民寺院とネーション・オブ・イスラムが一つに集まることが出来れば、誰もが集まることが出来るのです...数年前であれば、私たちは緊張の為に通りを歩くことさえ出来なかったのです」

### アンジェラ・デイヴィスとアメリカインディアン運動
デイヴィスは、人民寺院お気に入りのアフリカ系アメリカ人共産主義者と見做されていた。デイヴィスは人民寺院を訪れ、彼女の為に集会を行った。彼女は、ジョーンズのサンフランシスコのアパートメントで、ジョーンズと人民寺院の代表補佐官と頻繁に会話を交わしている。デイヴィスとの関係は、ジョーンズの政治的信任をより強化した。
ジョーンズは、教団で講演したアメリカインディアン運動（英語: American Indian Movement (AIM)）の共同創設者であるデニス・バンクスと親密な関係を構築した。アメリカインディアン運動は、人民寺院最高額となる19,500ドルの寄付金を受けている。教団は更に、バンクスの妻でオレゴン州の刑務所に収監されていたダーリーン・カ＝ムーク・ニコルズの保釈金を納付した。バンクスの名前は、後にアル・ミルズとジェニー・ミルズに関する陰謀説に対する教団の調査でも明らかとなった。

## 離反者と陰謀

### ボブ・ヒューストンとジョイス・ショー
人民寺院信者のボブ・ヒューストンとジョイス・ショーの夫妻は、サンフランシスコ市ポトレロ・ヒルに家を所有しており、この場所は教団の共同生活施設として使用されていた。ヒューストンが社会主義理論の詳細をジョーンズに繰り返し質問してから、ジョーンズはしばしばヒューストンの事を「鈍感な知識人」、「階級の敵」と呼び、他の信者達に対してもヒューストンを軽んじる様に勧めていた。ヒューストンは、少なくとも2回、教団の「ボクシングの試合」に出場させられ、そこで罰と称して暴行を受け、鼻血を流し、家族の眼前で辱めを受けた。
その一方で、ショーはコミューンの運営と、サンフランシスコにおける全教団信者の医療調整からのストレスに苦しんでいた。教団内で彼女が絶え続けた心理的虐待によって挫折し、ショーは1976年7月の行われた教団信者のほぼ全員が参加したクロスカントリーバス旅行の間に教団を脱走した。教団の捜索隊が派遣される可能性を恐れたショーは、オハイオ州に向かって出発する前に、友人とソノマ郡フェアグラウンズに3週間滞在した。

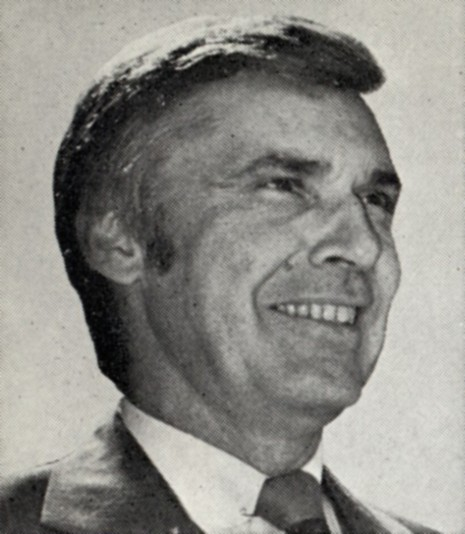
連邦議会議員・レオ・ライアン

1976年10月2日、ショーは教団が録音を行っている回線を使ってヒューストンに電話をかけ、彼に教団を脱退するように誘い、加えて関係修復を申し出た。この3日後、ヒューストンの死体がサザン・パシフィック鉄道の操車場で発見された。教団側は、ヒューストンは死亡する日の朝、偶然にも教団を脱退したと主張した。ショーは、ヒューストンの脱会届とされるものを見たが、タイプライターによって書かれた物であり、彼女は偽造されたものであると信じていた。ショーの主張では、ヒューストンは手紙などでもタイプライターを使うことは無かったとのことであった。
教団信者達がヒューストンの葬式に出席しており、ショーは彼らに悟られない様、テープレコーダーが入った財布を持っていた。その翌日、ショーがヒューストンの持ち物を受け取りにポトレロ・ヒル・コミューンに出向いた際、教団信者であるキャロライン・レイトンは、ジョイスに対して、夫妻は娘達に性的虐待を行ったという文書への署名を強制されていたため、娘のジュディとパトリシアの監護権を取得しようとしない様に伝えた。教団は、しばしば信者に同様の書類に署名を強制していた。
ヒューストンの父親で、AP通信の写真家であるロバート・"サミー"・ヒューストンは、10月2日に録音された電話の事を知らなかったにも関わらず、教団が息子の死に関与していると確信していた。サミー・ヒューストンは、ティム・ライターマンを含む数人のAP通信の報道員にこの情報を伝えた。この後、ジュディとパトリシアからの手紙が、ジョーンズタウンからサミーの家へ届いた。サミーは、最終的にこの話を友人である下院議員のレオ・ライアンに伝え、彼は教団の調査に興味を示した。教団の悲劇的な終焉に繋がったのは、1978年に実施された、ジョーンズタウンへのライアンの事実調査活動であった。

### ティモシー・ストーンとその家族
1972年、ティモシー・ストーンの妻、グレースは生まれた息子にジョンと名前を付けた。2週間後、ジョーンズはティムに対して、ジョーンズにグレースと性的関係を結ぶように促し、その結果、ジョンが誕生したと主張する文書に秘かに署名させた。
グレースは、とりわけ、ジョンを「共同で」育てることや、教団信者達が襲撃を行う様を目撃してから、教団を嫌うようになった。1976年7月、彼女は教団の捜索隊から逃れるために、別の教団信者と共にタホ湖へと逃亡した。彼女が不在の間に、教団はジョンをジョーンズタウンへと連れて行ってしまった。数か月後、監護権関連の調査の可能性を回避する様にジョーンズから促され、ティムは地方検事補としての仕事を辞任し、ジョーンズタウンへと引っ越した。
1977年6月の時点でティムの教団への不満は増大し、最終的に彼はガイアナの首都・ジョージタウンにある教団本部を離れ、妻と再会するためにアメリカ合衆国本土に帰国した。「憂慮親族」（英語: Concerned Relatives）と呼ばれるグループの指導者を含む、ストーン達の後の教団との対立は、レオ・ライアンのジョーンズタウンへの訪問調査の重要な原因となった。

### ユニタ・ブラックウェル、ミルズ夫妻、その他の敵対者
教団は、しばしば政府機関や他の人々による陰謀の標的であると見做されており、これらの陰謀を教団の文献の中に含めることもあった。
1976年11月、ミシシッピ州メイヤーズヴィル町長であり公民権活動家であるユニタ・ブラックウェルは、ギアリー大通りの教団本部で、女優のシャーリー・マクレーンと共に行った中華人民共和国への旅行に関して話をした。この内容は、2人の人物が玄関で盗聴しており、すぐにレンタカーで逃走した。教団は車のナンバープレートの情報を政府の電子機器専門家に問い合わせた。連邦議会議員・フィリップ・バートンとの一連の手紙のやり取りの後、アメリカ空軍はこの市民は彼らと雇用関係にあったが、彼はブラックウェルの演説の日に休暇を取っていたと述べた。この出来事は、教団に対する陰謀のリストに追加されることになった。
教団はまた、脱走した元信者のアル・ミルズ（旧名：エルマー・マートル）とジェニー・ミルズ（旧名：ディアナ・マートル）を取り巻く陰謀を見た。ミルズ夫妻が脱会する前から、ジョーンズは自身をウラジーミル・レーニンの生まれ変わりであると主張していており、かつてジェニーに対して「レーニンは弾丸を体に持ったまま死んだ。私もそうするだろう」と話していた。教団は「転換委員会」（英語: Diversions Committee）の分派として、「マートル委員会」（英語: Mertle Committee）を結成し、まだ教団信者であった娘の助けを得て、夫妻の家に侵入して文書を盗むなどの活動を行った。最終的に、夫妻はストーンら他の教団離反者たちとの会合を主催し始めた。
その一方で、アメリカ合衆国税関は、12人を超える教団の元信者達からの告発を受け、木箱の二重底に隠す形でジョーンズタウンへ密輸された170丁の銃器を調査していた。教団は、ミルズ夫妻の長年の友人であるデイヴィッド・コンが、教団の同盟者であるデニス・バンクスに対して、教団を非難した場合、今後の身柄引き渡しの問題に関してより良いと述べた際、調査について知ることになった。この後、マートル委員会は、コンのゴミを漁り、彼の家の床下に侵入し、コンの妻に対して匿名の脅迫電話を掛けた。教団は、コンとバンクスの会議を教団資料の中で「恐怖の試み」として非難した。
さらに、教団はアメリカ合衆国郵便公社がサンフランシスコの教団本部宛の郵便物を改竄したり、サンフランシスコの教団のボディガードであるクリス・ルイスの死の背後に「共謀者」がいるとみており、「彼（ジョーンズ）が社会正義のための最も根気強い闘士であるから、反動軍は彼を抹殺しようとしていた」と主張した。

## 教団の政治活動

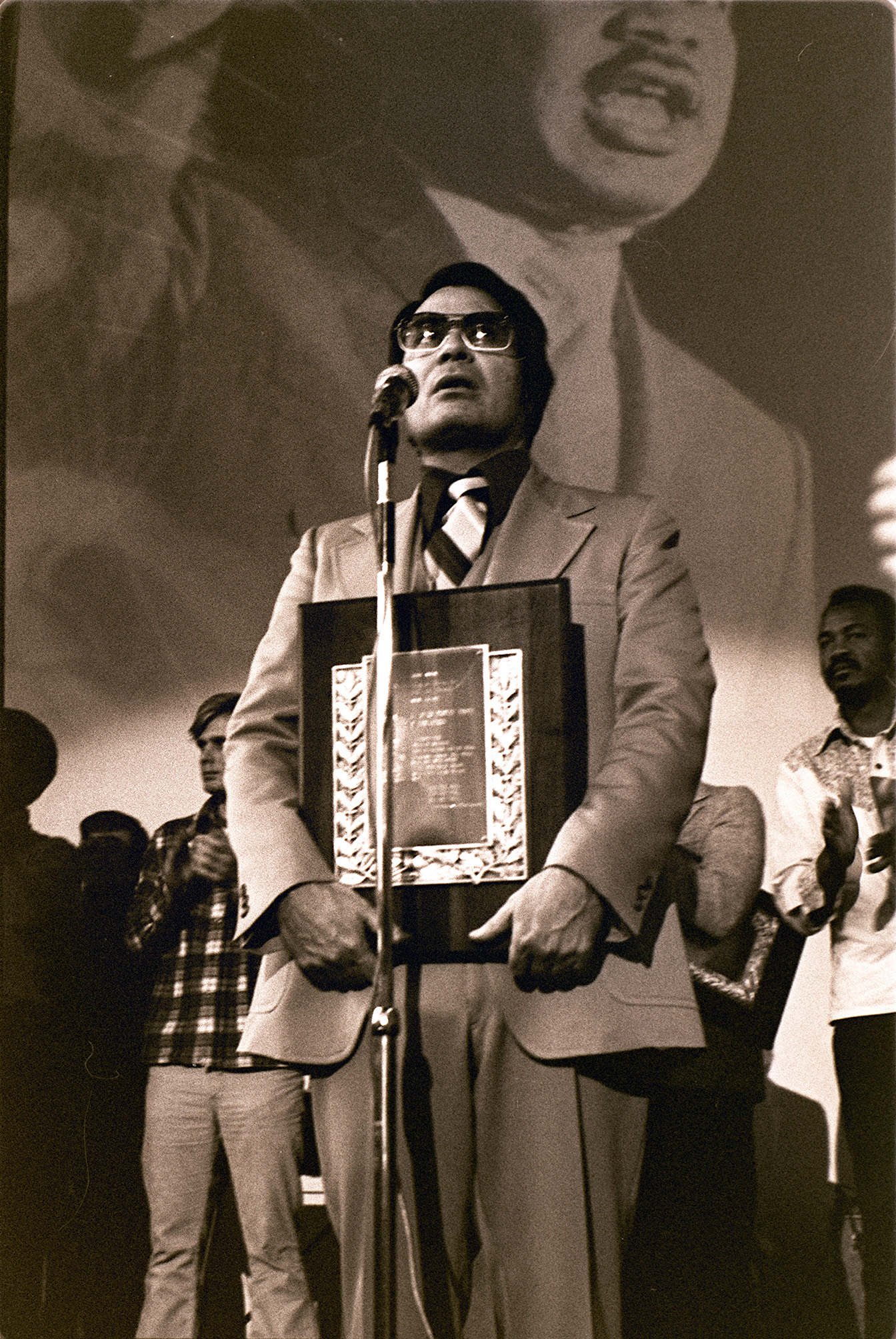
マーティン・ルーサー・キング・ジュニア人道賞を受賞した教祖ジム・ジョーンズ（1977年1月、グライド記念教会）

教団は一部の地元の政治家を支援していたものの、支援には疑念が付きまとっていた。ミルクは、個人的に教団信者は奇妙で危険であると感じていた。ミルクの補佐官が選挙パンフレットの配達に続いて、教団の規模が大きく屈強な治安部門を警戒するようになった際、ミルクは補佐官に次の様に警告している。「貴方が常に人民寺院に親切であることを確認して下さい。彼らから頼みごとをされたら引き受けてあげて下さい。それから、依頼してくれたことについて感謝する文書を送ってください。彼らは奇妙で危険です。あなたは彼らの敵対者になりたくはないでしょう。」ミルクの政治コンサルタントであり提携者であるジム・リヴァルドは、教団での会談の後、彼とミルクは「そこには何か不気味なものがあった」と意見が一致したと述べている。
しかしながら、ミルクやカリフォルニア州知事のジェリー・ブラウンを含む多くの政治家が、ギアリー大通りの教団施設で講演を行っている。1977年中盤までに、ウィリー・ブラウンは、招待によるものと彼自身によるものを合わせて、恐らく数十回教団を訪れている。ブラウンの州政権は、ジョーンズがガイアナに移住する前に、ジョーンズが保有する州全体の役職に予備的な検討を始めた。
州知事のブラウン、ウィリー・ブラウン、モスコーニ、ダイマリー、フレイタス、そして共和党のカリフォルニア州上院議員のミルトン・マークスは、1976年9月にジョーンズに敬意を表して開催された大規模な功労者表彰夕食会の出席者であった。ウィリー・ブラウンは、この式典の代表を務め、ジョーンズを次の様に紹介している。「早朝に鏡を見る時、毎日見るべきものを紹介します。マーティン・キング、アンジェラ・デイヴィス、アルバート・アインスタイン...毛主席の組み合わせなのです」
別の功労者表彰夕食会で、ブラウンはジョーンズを紹介する際に、彼の事を「若い男がその場にやってきて、多くの人々にインスピレーションを与えたのです。彼は素晴らしいことをしたのです」と述べた。ダイマリーは、ジョーンズは年齢・人種に関わらず人々を引き付けていると述べ、加えて「彼がアメリカ合衆国だけでなく、私の故郷であるカリブ海地域でも模範を示してくれたことに感謝している」とも述べている。更に別の夕食会では、ジョーンズが出席した何千人もの人々から大きな拍手喝采を浴びた際、モスコーニは次の様に述べている。「ジム・ジョーンズ牧師の話を聞いた後、スピーチをすることを選択するよりも私が賢いのはご存じでしょう」そして「私が対立しなくてよかったと胸をなでおろしている人物が2人います。セシル・ウィリアムズとジム・ジョーンズです」
同様に、ミルクは彼の訪問中に何度も教団で熱烈な歓迎を受け、訪問の後にはいつもジョーンズに熱烈な感謝を示した手紙を送っている。ミルクの盟友であるリチャード・ボイルは、「ミルクと私の両方共、教団で、ジョーンズの何千人もの信者の歓声を浴び、彼らの支持を得た」と回顧している。ある訪問の後、ミルクはジョーンズについて次のように書いている。「ジョーンズ牧師、今日私が到達した高みから戻るのに何日もかかるでしょう。今日は、大切なものを発見しました。私は、戦いに費やされた全ての時間とエネルギーを補う存在を見つけたのです。私は、貴方が私に見つけてほしいと考えているものを見つけたのです。私は戻ってきます。私は決して離れることが出来ないのですから」別の手書きのノートでは、ミルクはジョーンズについて「私の名前は、貴方と貴方の信者を支援する者として石に刻まれているのです」と書いている。ミルクと共に教団との会合に出席したジム・リヴァルドは、次のように説明している。ジョーンズタウンまでは、この教会は「お互いに気を配り、生活を向上させている様に見える人々のコミュニティだった」と。ボイルは、「ジョーンズはモスコーニに任命さえた住宅局の委員長であるだけでなく、ボランティアの人員を動員することが出来たため」、彼とミルクのキャンペーンの双方において、彼ら自身が教団に好意的に受け取られる必要があったと説明した。
人民寺院に関するテレビ番組の為に行われた、ウィリー・ブラウンによるジョーンズのインタビューで、ブラウンは次の様に述べている。「人民寺院に関連する多くの人々を家族の一員にすることが出来たのです。もし、何らかの治療を求めるのであれば、貴方は治療を受けることが出来ます。もし、貴方がある種の法的支援が必要であれば、貴方は支援を受けることが出来ます。もし、何かを輸送する必要があるのであれば、そうすることが出来ます」別の機会では、ブラウンは「サンフランシスコには、更に10人のジム・ジョーンズが居るはずだ」と述べた。ブラウンはジョーンズを称賛していたが、ジョーンズ側はスポーツカーや服飾、女性に対して大金を使うブラウンの事を嫌悪していた。ブラウンが教団で行ったある演説の最中、ジョーンズはブラウンの後ろに座り、中指を突き立てたこともあった。
教団が政治的な賓客を迎えている間、ジョーンズはモスコーニとの関係を利用して、潜在的に離反する可能性がある教団信者への脅迫行為を行った。例えば、元信者のデボラ・レイトンは、ジョーンズからの脅迫によって、教団から脱会するという考えが打ち砕かれたと述べていた。「この教会への中傷を行って逃げ切れると思うな。市長のモスコーニは私の友人であり、お前を探し出し、虐殺するという私の行いを支持するだろう」

## メディアの調査と脱出
1976年、人民寺院が新たに獲得した政治力と、良いイメージにも関わらず、高い知名度は、政府の取り締まりとマスメディアによる調査に対するジョーンズの恐怖感を煽った。この年の4月、多数の電話や手紙によって新聞関係者に嫌がらせを行うことで、サンフランシスコ・クロニクル誌の記者・ジュリー・スミスが教団に不利な記事を掲載させることを妨害した。スミスの同僚で、クロニクル誌の記者であるマーシャル・キルダフは、人民寺院に関する記事を掲載したいと思っていたが、教団からのスミスに対する嫌がらせを目撃して、気が進まなくなった。キルダフは、ジョーンズが、スミスの記事が出版される前に、どうやって正確な内容を知ることが出来たのか疑問に思うようになった。
教団の見学を行った際、キルダフは、クロニクル誌の編集者であるスティーヴ・ギャヴィンと記者であるケイティ・バトラーが出席していることに気が付き、驚愕した。教団の機関紙であるピープルズ・フォーラム誌は、キルダフの話の場が無かったことを非難し、彼は「マイノリティと貧しい人々を擁護するリベラルな教会の'誹謗中傷'が'良い複製'を作ると、様々な刊行物を説得しようとしている」と述べた。キルダフは、彼の記事を没にするのではなく、ニュー・ウェスト誌へと持ち込んだ。これに対して、教団はニュー・ウェスト誌、その広告主、そしてニュー・ウェスト誌のオーナーであるルパート・マードックへの嫌がらせキャンペーンを実施した。ニュー・ウェスト誌は、教団の記事が掲載される前日には、50回の電話と70通の手紙を受け取った。グレース・ストーンとジョイス・ショーの証言を含むキルダフの記事による潜在的な危険性を懸念して、ジョーンズは教団をジョーンズタウンに移転することを決定する様に促した。ジョーンズは脱出の計画を立てるために、4日間トップ補佐官を招集した。
最終稿において、キルダフの記事には、詐欺、暴行、そして拉致の可能性に関する多数の申し立てが含まれていた。この記事が、1977年7月に出版される直前に、モスコーニは長年の同盟者であるデパートチェーン会長に、ニュー・ウェスト誌の友人に電話をして記事の内容について尋ねる様に促した。ジョーンズは、記事の内容を電話を通じて知ったその日のうちに、ガイアナへと移住した。

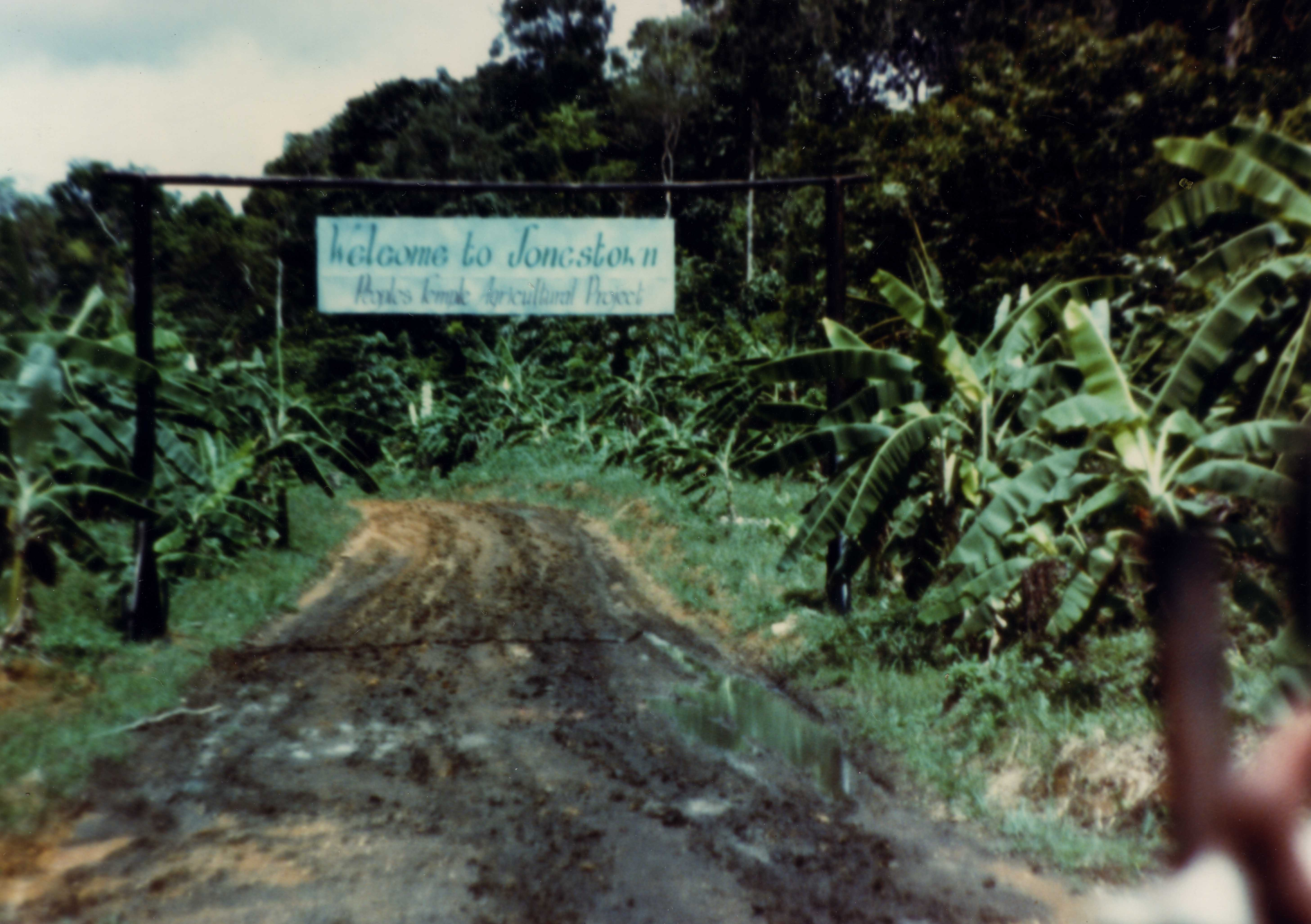
ジョーンズタウンの入り口

ジョーンズの移住は急遽行われたが、多くの人民寺院信者の移住はしっかりと準備されていた。移民帰化局（英語: Immigration and Naturalization Service、INS）のサンフランシスコ現地事務所は、ニュー・ウェスト誌の記事が公開される数週間前には、何百ものパスポートの発行要求を受け付けた。
ニュー・ウェスト誌が発行された後、サンフランシスコ市監督者であるクエンティン・コップは、モスコーニとフレイタスに対して、すぐに教団の活動の調査を開始することを要求した。これに対して、モスコーニの事務所は、この記事が「ジョーンズ牧師が、地方、州、合衆国のいずれかの法律に違反したという確固たる証拠が全くない一連の申し立て」であるため、「市長事務所は一切の調査を行わず、今後も行うことは無い」とプレスリリースを行った。ティモシー・ストーンが率いていた特別部隊による、殴打、誘拐、殺人、放火、強要、福祉詐欺の容疑について6週間の調査が行われたが、調査後、地方検事であるフレイタスの事務所は、調査の報告書では、「刑事上の不正行為の証拠はない」と結論付け、教団の慣習については精々「不快」であると述べられていた。フレイタスは、この調査も報告も公表することは無かった。刑事上の不正行為を主張するマスメディアの報道に続いて、ガイアナの国務大臣、キット・ナシエメントはフレイタスに連絡し、ジョーンズに対する訴訟は終了したと告げられた。ジョーンズタウンで発生した惨劇の後、フレイタスは漸く教団の調査を公にした。

## ジョーンズのガイアナ移住後

### 指導者無き教団
ジョーンズがガイアナに出発してから時間が経つに連れて、サンフランシスコの信者の熱狂は、次第に殉教へと変わっていった。金曜日と日曜日の会合は未だに行われていたが、出席者数は減少していった。寄付金も減少し、教団は自身の資産を売却し始めた。人員が減少するにつれて、教団に残った信者達は過労状態に陥った。ギアリー大通りの教団施設は、最終的にジョーンズタウンへの物資の補給所へと変わったが、教団はプレスリリースで「我々はサンフランシスコやカリフォルニアから移転するつもりはない」と主張し、恒久的に移住するとしたニュース報道を「センセーショナルな偏向報道」と非難した。
サンフランシスコ・エグザミナー誌の様なサンフランシスコのメディアは、ジョーンズがジョーンズタウンからギアリー大通りの教団施設へ短波放送を用いて行っている通信を監視していた。それらの多くには、ジョーンズのいつものプロパガンダが散在する、ありふれた要求が含まれていた。サンフランシスコの人民寺院信者の多くは、連邦通信委員会（英語: Federal Communications Commission、FCC）が、人民寺院の無線免許を取り消し、ジョーンズタウンへのライフラインが切断されることを恐れていた。厄介なことに、ジョーンズは連邦通信委員会に1,500通、アメリカ合衆国内国歳入庁（英語: Internal Revenue Service、IRS）に1,500通の手紙を書く等の、現在の貧弱になった人民寺院信者達には不可能な要求を行っていた。信心が揺らいでいると判断された信者はジョーンズタウンへと送られることになった。その一方で、デイヴィスやヒューイ・P・ニュートンといった、ベイエリアの教団協力者達は、ジョーンズの過激な「白い夜」（英語: White Night）の集会中に、ジョーンズタウンの信者達に生のラジオメッセージを送り、信者達に「陰謀」に強く抵抗する様に伝えた。
教団は、チャールズ・ゲイリーを雇用し、多数の訴訟で教団の代表者として活動し、情報公開法に基づく請求の起草も行った。教団は更に、ジョン・F・ケネディ暗殺に関する陰謀論者で著名なマーク・レーンを雇い、ギアリー大通りの教団施設で記者会見を行った。
1978年10月、サンフランシスコの人民寺院側でリーダーをしているテリー・ビュフォードが亡命したが、この際、彼女は「ティモシー・ストーンのグループ」に潜入するための「二重スパイ」として隠蔽されていたと誤った主張をする一連の文章を書いており、教団に壊滅的な打撃を与えることとなった。ビュフォードは、ギアリー大通りでの交流中に出会ったレーンと秘かに親しくなった。

### 政治的影響力の減退
有力な協力者の多くは、一部を除いて、ジョーンズがガイアナに脱出した後には教団との関係を断ち切った。ウィリー・ブラウンは、この教団への攻撃は「教団の有効性の尺度」であると述べ、ハーブ・カーンは、ニュー・ウェスト誌の記事の真実性を疑問視するコラムをクロニクル誌に書いた。サン・リポーター誌もまた教団を擁護した。
ジョーンズがガイアナに脱出した直後の1977年7月31日、教団はブラウン、ミルク、アグノスなどが参加した政敵に対する集会を開催した。この集会で、ブラウンは次の様に述べている。「ジム・ジョーンズの様な人物がこの様な状況になった時...そして人々の為に言論の自由と法の下での平等という正義の必要性を絶えず強調する時、それはほとんどすべての人々に対する地獄を止めます...貴方達が攻撃されている時は、私は其処に居ます。あなたがしようとしていることは、システム全体がどうあるべきかということなのですから!」ブラウンはこの集会で、ジョーンズを貴重な人物と呼び、「彼は人々の事を気にかけています...ジム・ジョーンズ牧師は、全てが失われ、希望がほとんどなくなった時に、助けとなる人物です」とも述べている。
モスコーニは、彼自身の調査を開始する要求を拒否したが、ジョーンズがガイアナから戻ると思っていたにも関わらず、彼は教団に対する申し立てに深い不安を感じていた。しかし、1977年8月2日、ジョーンズは無線を通じて、ガイアナから帰国することを拒否した。
ミルクは未だに人民寺院信者達の間では人気があった。ジョーンズタウンでの惨劇の2か月前に、ミルクが恋人のジャック・リラを亡くした際には、信者から50通以上の同情の手紙が寄せられた。この手紙の内容は、定型的なものであり、その典型的な手紙の例として次のようなものがある。「貴方の喪失に心からお悔やみ申し上げます。短い訪問でもよいので（ジョーンズタウンで）私たちとご一緒頂けると嬉しいです」教団信者のシャロン・エイモスは次の様に書いている。「サンフランシスコで貴方の事を知り、社会的な取り組みと地域社会への貢献について、とても素晴らしいと思いました」彼女はまた、「いつかジョーンズタウンに、私たちを訪ねてきていただけることを願っています。信じられないかもしれませんが、ジャングルの中にありながら、非常に洗練されたコミュニティなのです」と書いていた。ミルクが最後に教団で講演したのは1978年10月であった。下院議員のライアンが、1978年の中間選挙後にジョーンズタウンの調査を行うと発表したにもかかわらず、この時点でブラウンは同年12月2日に教団の資金調達を目的とした夕食会を計画していた。

### サンフランシスコのマスメディアと憂慮親族
サンフランシスコでは、ジョーンズは不在中に不利なメディア記事から更にダメージを負うことになった。特にダメージを与えたのは、ジョーンズとの電話インタビューに続いて刊行された1978年2月18日のエクザミナー誌の記事であい、ジョン・ストーンを巡る監護権争いと、ジョンの父親である「憂慮親族」のリーダーのティムが率いるジョーンズタウンの議会調査への圧力について詳しく述べられていた。この記事は、教団の評判に壊滅的な影響を与え、ほとんどの元支持者たちは、彼らが「右翼主義者の復讐」に晒されているという教団の主張を更に疑わしくした。エグザミナー誌の記事はまた、数週間前にティモシー・ストーンからロビー活動を受けたり、手紙を受け取った下院議員のライアンの興味を惹いた。
その翌日である2月19日、ミルクはジョーンズを支持する大統領ジミー・カーターに手紙を書き、ストーン達について声明を発表した。その中でミルクは、「ジョーンズ牧師は、マイノリティのコミュニティやその他様々な場所で、最高の性格の人物として広く知られています」と書いている。また、ティモシー・ストーンについて、ミルクは「ティモシー・ストーンが明らかに大胆な嘘を用いて、下院議員の前でこの様な状況を誇示することを考えるなどとんでもないことだ」と書いている。そして手紙の最後で、「大統領、ストーン氏の行動と止めさせる必要があります。サンフランシスコのコミュニティのほぼ全てとジョーンズ牧師を知っているすべての人々にとって、この種の怒りが起こっている状況は大変不快です」としめている"。
更にジョーンズは、サンフランシスコの教団職員たちへ、メディアからの猛攻撃に備える様に伝えた。この攻撃と戦うために、教団は、ジョーンズにグレースと性的関係を持つように求め、ジョーンズが監護権紛争の対象となっている子供の父親であると主張する、ストーンによって署名された文書を様々な新聞に送付した。コラムニストのカーンは、クロニクル誌の自身のコラムにこの文書を転載した。

## 集団自殺の後

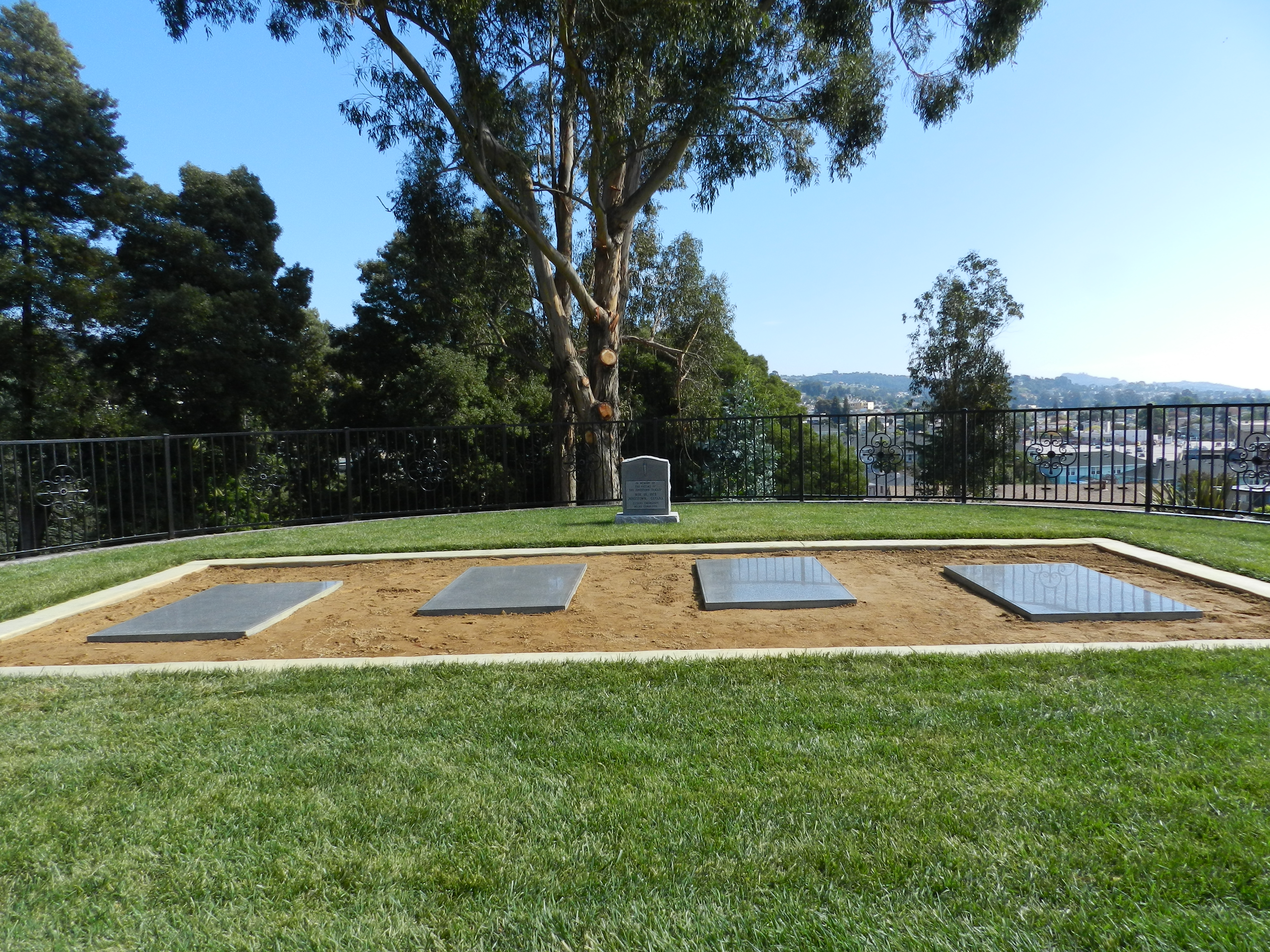
エヴァ―グリーン墓地にある祈念墓地（オークランド）

1978年11月18日、ジョーンズタウンでジョーンズは彼の信者達にシアン化カリウムを混ぜたフレーバー・エイドを飲むように指示した。最終的に、ジョーンズタウン、ポート・カイトゥマ近郊の滑走路、そしてジョージタウンの全てを合わせて、918人もの人々が死んだ。この中には、270人の子供が含まれており、2001年にアメリカ同時多発テロ事件が発生するまでは、1つの出来事で史上最多のアメリカ合衆国市民が死亡した出来事であった。下院議員のライアンも滑走路上で殺害された人々の内の1人であった。
キャロライン・レイトンがジョイス・ヒューストンにサッター通りのコミューンで連れて行かないようにと脅した少女のジュディ・ヒューストンとパティ・ヒューストンも毒殺されていた。ティモシー・ストーンの息子、ジョンもジョーンズのキャビンで毒殺された状態で発見された。かつて、サンフランシスコで政治広告活動を主導していたシャロン・エイモスは、教団のジョージタウン本部で、ジョーンズからの指示を受け、子供たちをナイフで殺害した後、自殺した。
412人の身元不明の被害者達は、教団信者達の多くはオークランド出身の人々が多かったことから、オークランドにあるエヴァ―グリーン墓地に埋葬された。2011年には、犠牲者前任の名前が記された記念碑がその場所に設置された。この碑には、この墓地に埋葬されていないジョーンズの名前を含まれていた。

### 教団と法執行機関
この悲劇の直後に、教団の「暗殺部隊」の報道が表面化したため、不随となる恐怖が教団の敵を支配した。公務員、記者、元信者達は全て、そのような部隊の標的にされたと伝えられたグループに所属していた。サンフランシスコの当局者、法執行機関、メンタルヘルスの専門家は、暴力の蔓延を防ぐために措置を講じた。
元信者達は、すぐにバークレーの人権センターに赴き、警察の保護下に入り、生存者リストの知らされるのを待った。ポート・カイトゥマの滑走路で襲撃が行われた日の午後、ニュースが公表される前に、ライアンの補佐官であるウィリアム・ホルシンガーの妻は、夫婦のサンフランシスコの家で3回脅迫的な電話を受けた。この時の発信者は、「貴方の夫の収入源が彼の頭を吹き飛ばした。もっと気を付けるべきだったと彼に伝えなさい」と述べたと言われている。ホルシンガーの家族は、当初、警察の保護の下、パロアルトに避難した。ホルシンガーは、タホ湖に逃げた後、テキサス州ヒューストンの牧場に避難した。そして、彼らはサンフランシスコの自宅に戻ることは無かった。しかし、報道された「暗殺部隊」が実際に活動することは無かった。
険悪な勢力が教団と対立することについて、ジョーンズは何年にもわたって声明を出しており、ギアリー大通りの教団施設の信者達は政府軍によってこれらの勢力へ即刻の攻撃が行われることを期待していた。彼らは、屋外に配置されていたパトカーを移動させ、海岸で大規模な炎で焼却したという文書や記録を隠蔽したことに対して、「マッカーシズム時代」の反発を非常に恐れていたた。
一方で、ギアリー大通りの教団施設自体は、アメリカ合衆国全土のメディアと被害者の親族によって包囲された。教団は、タイム誌やニューズウィーク誌の表紙など多くのマスメディアにおいて、「死のカルト」（英語: Cult of Death）と表現された。犠牲者の親族たちは、教団の柵の外で何日間もキャンプを行い、柵の外から教団信者に対して声を上げていた。教団施設内部では、教団信者達も他の人と同じように精神的ショックを受けていた。おそらく、その日にジョーンズタウンに居たならば、100人から200人が毒物を飲んでいたと考えられる。彼らは、友人や親族が居なかっただけでなく、彼らの政治的・宗教的世界観の中心にいる人物もいなくなっていた。
州および地方の法執行機関と検察官が遂に人民寺院の調査を行った。保健福祉当局は、組織に対する苦情を適切に調査していないと感じていたものの、ティモシー・ストーンや他の元教団信者による刑事上の不正行為は発見されることは無かった。
ジョーンズタウンでの集団自殺から11年後、ギアリー大通りの教団施設に使われていた建物は、ロマ・プリータ地震で構造に大きな損害を受けた。建物の所有者が、構造を補強する補修を望まなかったため、この建物は取り壊され、1990年代後半にアメリカ合衆国郵便公社のオフィスが開設されるまで更地のままであった。

### マイケル・プロークス
サンフランシスコの何人かの政治家やメディアと教団の関係を統括していたマイケル・プロークスは、ソビエト連邦共産党に送金するための教団の資金を入れていたスーツケースを運ぶように命令を受け、生き残った。しかし、彼は1979年3月にモデストで開いた記者会見の場で自殺した。彼は、自殺するまでの数日の間に、プロークスは彼が教団について記載した30ページに上る声明と共に、何人かの人々に手紙を送付している。その内、コラムニストのカーンは、クロニクル誌の彼のコラムにその一部を転載した。

### 影響力のある同盟者の反応
ジョーンズタウンの惨劇の後、市長のモスコーニは当初、ジョーンズの任命について自己弁護し、1975年の彼の評判は社会正義と人種平等を掲げる高潔な人物であり、更に教団が薬物依存やアルコール依存からのリハビリテーションプログラムを始めたという証拠もあったと述べた。記者から、事件の責任を感じるかどうか尋ねられた際には、モスコーニは怒りを露わにし、「私に一切の責任は無い」と述べた。ミルクは、「ガイアナは上手くいかなかった素晴らしい実験だった。わからない、たぶんそうだったんだ」と述べた。
ジョーンズタウンの惨劇の9日後、ダン・ホワイトによってミルクとモスコーニは暗殺され、政治家を暗殺しようとしているとされる教団の「暗殺部隊」の噂が流れ続けていたため、当初サンフランシスコの市民の多くは2人の暗殺は教団に関連していると信じていた。しかし、ホワイトがジョーンズまたは教団からの指示でこの暗殺を実行したという証拠は存在しない。
他の大半の政治家とは異なり、ウィリー・ブラウンはジョーンズを称賛し続け、ジョーンズへの攻撃は、事実上黒人のコミュニティに対する攻撃であると感じていた。ブラウンは当初、過去の教団との関係について「後悔などない」と述べ、他の政治家の様に教団から離れることは無いと述べた。「彼らは皆、『許してください。私は間違っていた』というのが好きだが、それは嘘八百だ。今は意味など無く、単に関係が無いだけだ」ブラウンは、教団で講演を行うという彼の決定について、「当時の全ての要因を鑑みて行ったもので、講演を行った時点では誤った決定ではなかった」と述べた。ところがブラウンは後に、「彼が狂っているとその時知っていれば、確実に私たちは彼と行動を共にしなかっただろう」と語った。
グッドレットは1997年のインタビューで、ジョーンズとの関係について「後知恵のための色眼鏡は必要ない。今では誰もが、地獄の様にジム・ジョーンズから逃げているが、当時は誰も知らなかった」と振り返っている
ジョーンズと何度か面会した公民権活動家でもある牧師のジェシー・ジャクソンは、ジョーンズについて「人々のために働いた」人物であるとまだ考えていると述べ、彼を軽蔑することを拒否した。またジャクソンは、「この途方もない悲劇の為に、彼がした全ての善行までもが否定されないことを願っています」とも述べた。ジャクソンは、モスコーニについて「人民寺院に対して非難演説を行わなかった」ことと「全ての不平等を吹き飛ばした」ことについて称賛した。